# Débris spatial
Pour les articles homonymes, voir débris (homonymie).

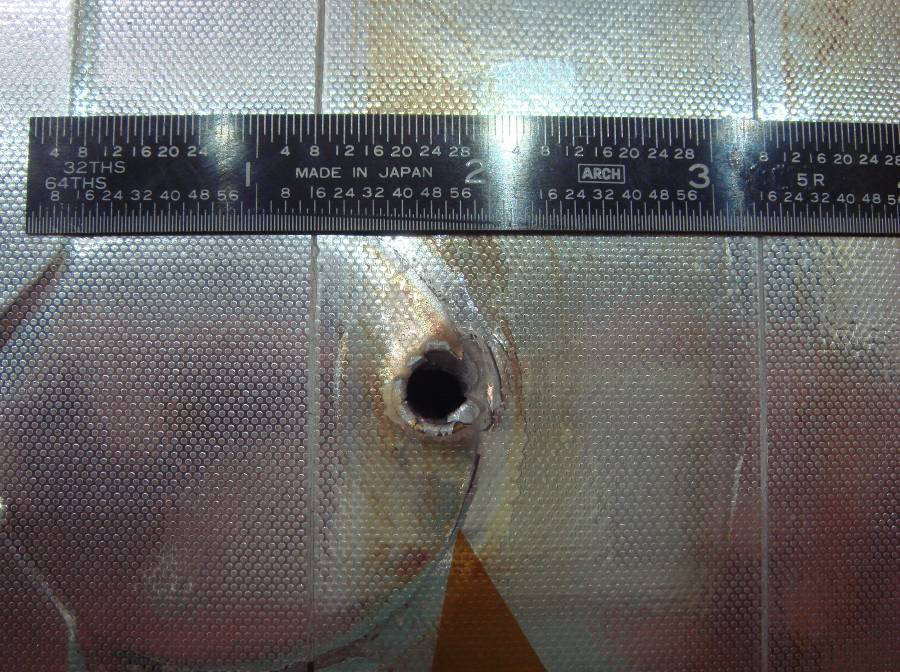
Trou dans le radiateur de la navette spatiale américaine Endeavour provoqué par un débris durant la mission ST-118. Le diamètre de l'orifice d'entrée est de 6.4 mm et celui de sortie est le double.

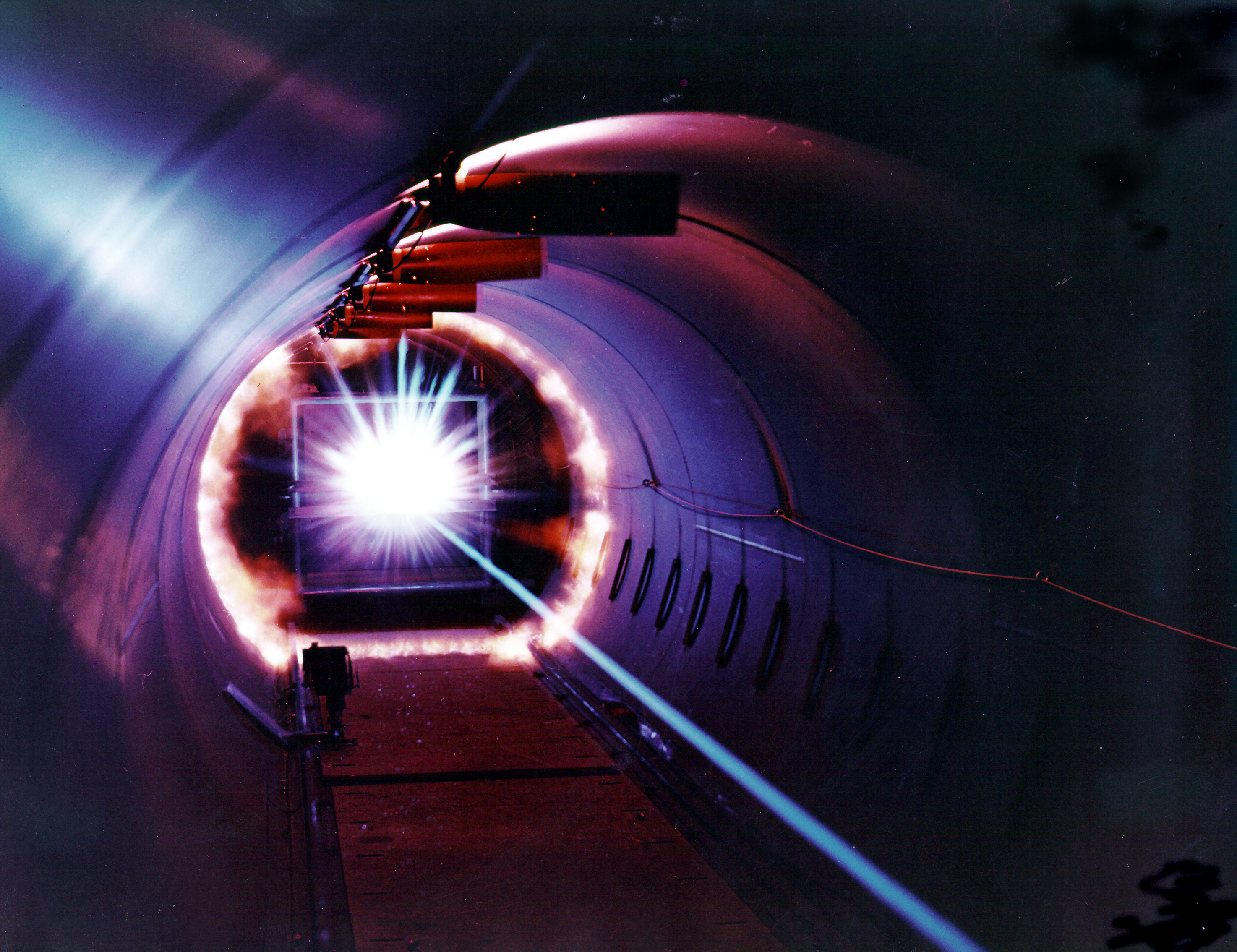
Test destiné à simuler l'impact d'un débris spatial dans un véhicule en orbite au centre de recherche de la NASA.

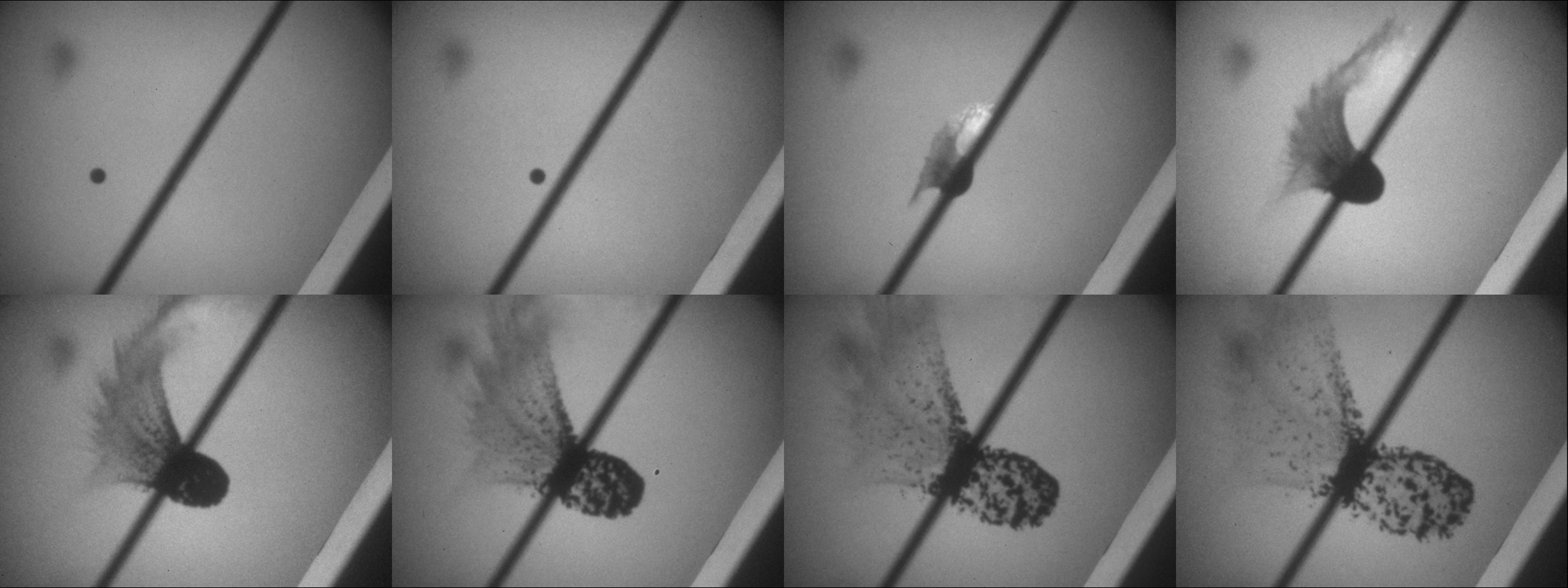
Cette série de photographies capturée grâce à une caméra rapide représente un essai d'impact d'une bille en aluminium sur une plaque elle-même en aluminium à 4.5 km/s soit 16000 km/h. Cet essai a été réalisé par Thiot Ingénierie dans le but de simuler l'effet d'un impact de débris spatiaux sur un satellite.

Un débris spatial, dans le domaine de l'astronautique, est un objet artificiel circulant sur une orbite terrestre, amené là dans le cadre d'une mission spatiale, et qui n'est pas ou plus utilisé. Les débris spatiaux de grande taille comprennent les étages supérieurs des lanceurs spatiaux et les satellites artificiels ayant achevé leur mission. Mais la majorité des débris spatiaux résultent de l'explosion accidentelle d'engins spatiaux ou, phénomène récent, de leur collision. La dimension de ces débris peut aller d'une fraction de millimètre à la taille d'un bus. Les débris spatiaux, dont le volume va croissant, constituent une menace grandissante pour les applications spatiales alors que celles-ci jouent désormais un rôle essentiel dans les domaines de la prévision météorologique, du positionnement et des télécommunications.
En 2022, on recense 36 000 débris de plus de 10 cm de diamètre. Parmi eux, on compte 5 000 satellites inactifs en orbite basse (moins de 2 000 kilomètres d'altitude), 5 400 débris spatiaux de plus de 1 m en orbite géostationnaire et, selon un modèle statistique de l'ESA 900 000 objets de plus de 1 cm et 130 000 000 objets de plus de 1 mm. Les débris spatiaux situés sur une orbite inférieure à 400 kilomètres sont éliminés au bout d'une vingtaine d'années car leur altitude diminue en raison de la perte de vitesse due aux frottements dans l'atmosphère résiduelle. Le nombre de débris est en augmentation constante du fait de l'activité spatiale (notamment le lancement de nano-satellites) et cette élimination naturelle intervient au bout de centaines d'années dès que leur orbite dépasse 700 km.
Ces débris constituent la manifestation la plus importante de la pollution spatiale et représentent en 2021 une menace très grave pour les engins spatiaux opérationnels en orbite basse. La vitesse moyenne de l'ordre de 8 km/s des objets circulant à cette altitude leur confère une énergie cinétique très élevée : l'impact sur un satellite d'un débris spatial de l'ordre du centimètre de diamètre est équivalent à celui d'une enclume en chute libre, et au-delà de cette taille la destruction de l'engin spatial est quasi assurée. Le risque associé à leur rentrée atmosphérique, lorsque le point de chute n'a pu être contrôlé, est limité et on ne compte en 2023, depuis le début de l'ère spatiale, aucune victime ni dommage substantiel lié à ce type d'événement.
Seuls les débris de plus de 10 cm circulant en orbite basse peuvent être suivis systématiquement grâce à des systèmes de surveillance mettant en œuvre principalement des radars terrestres et des télescopes. Lorsque la trajectoire d'un débris spatial catalogué peut constituer une menace, les opérateurs modifient l'orbite du satellite menacé. Mais les débris d'une taille inférieure ne peuvent être évités et ceux-ci se multiplient avec le temps. Pour tenter de réduire le risque associé aux petits débris spatiaux (de l'ordre du centimètre), qui ne peuvent être suivis, les constructeurs d'engins spatiaux ajoutent dans certains cas des blindages qui peuvent les stopper. Toutefois, la mesure la plus efficace consiste à limiter le nombre de débris spatiaux produits. Les principales agences spatiales, pour tenter d'endiguer ce qui est identifié comme une menace pour la poursuite à moyen terme de l'activité spatiale, ont édicté des recommandations visant à réduire le phénomène notamment en limitant le nombre de débris générés au moment du déploiement du satellite, en déclenchant la rentrée de l'étage supérieur du lanceur et en s'assurant en fin de vie que d'une part toutes les sources d'explosion soient neutralisées et que d'autre part le satellite, s'il circule sur une orbite basse, soit placé sur une orbite garantissant une rentrée atmosphérique à une échéance de 25 ans. Selon ces recommandations, les satellites circulant en orbite géostationnaire doivent être placés sur une orbite cimetière. Faute d'un accord international ces dispositions qui augmentent de manière sensible les coûts de lancement, restent des recommandations qui ont tendance toutefois à être appliquées par les principaux acteurs. Mais un nouveau risque est apparu à la fin des années 2010 avec la multiplication des CubeSats et la mise en orbite de constellations de satellites (Starlink, OneWeb…) comptant des centaines voire des milliers d'unités qui vont accroître dans des proportions inégalées le risque de collision dans les années à venir.

## Définition
Un débris spatial est défini comme un objet artificiel (fabriqué par l'homme) qui se trouve en orbite autour de la Terre et qui n'est pas ou plus utilisé. Un satellite artificiel lorsqu'il arrive en fin de mission devient un débris spatial. L'étage supérieur d'un lanceur resté en orbite après avoir rempli sa tâche est également un débris spatial.

## Origine des débris spatiaux

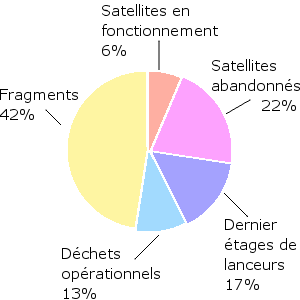
Répartition des débris selon leur origine

Depuis le début de l'ère spatiale (lancement de Spoutnik 1 le 4 octobre 1957) plus de 5 000 engins spatiaux ont été lancés dans l'espace par les différentes puissances spatiales de la planète. La majorité d'entre eux (environ 4 800 en 2007) ont été placés sur une orbite terrestre et quelques centaines, les sondes spatiales, ont quitté l'environnement immédiat de la Terre pour explorer la Lune ou les autres planètes du système solaire. Chacune de ces missions a généré un certain nombre de débris spatiaux.
Les débris spatiaux catalogués (dépassant dix centimètres) ont différentes origines : fragmentation de l'engin (52,6 %), satellites arrivés en fin de vie (24,4 %), étages de fusée (10,3 %), débris volontairement largués dans le cadre des missions (10,4 %).

### Fragmentation des engins spatiaux en orbite
La principale source de débris spatiaux est la fragmentation d'engins spatiaux en orbite. Jusqu'en 2007 (année de la destruction volontaire d'un satellite par un missile anti-satellite chinois) presque tous les débris spatiaux à vie longue avaient pour origine ce type d'événement. Début 2020 les fragmentations étaient encore à l'origine de 60 % du volume des débris spatiaux.
La fragmentation a pour origine, dans la plupart des cas, une explosion interne. Cette fragmentation peut se produire des décennies après le lancement. On recensait ainsi entre zéro et neuf fragmentations par an entre 1960 et 2018 et un total de 242 à cette dernière date, soit environ quatre par an. Les processus à l'œuvre comprennent l'explosion de batteries, les explosions à haute énergie dues à la présence d'ergols dans les réservoirs, l'implosion de réservoirs normalement sous pression (faible énergie). Ces incidents touchent de manière plus fréquente certains satellites ou certains étages de fusées. Dix missions sur les 5 385 lancées depuis le début de l'ère spatiale sont à l'origine de 33 % des débris catalogués (dépassant dix centimètres). Certains équipements sont à l'origine d'un grand nombre de fragmentation : ainsi 50 événements de fragmentation (19,8 %) sont dus au moteur SOZ, une petite fusée de tassement de l'étage supérieur russe Bloc DM éjectée après usage. En tout, 44 % concernent des éléments de propulsion. Concernant les causes, 24,4 % événements sont des destructions délibérées de satellite, 3,7 % sont dues aux batteries, 2,5 % résultent de collisions,.
Au cours de l'année 2020 cinq événements de ce type ont été identifiés par le réseau de surveillance et de suivi américain des débris. Ils concernaient : 
- un satellite militaire russe (Cosmos 2525), aux caractéristiques inconnues, lancé en 2019. Il a produit 26 débris spatiaux catalogués (plus de dix centimètres environ). Ce satellite dispose manifestement d'un système de propulsion (il a changé d'orbite en cours de vie), qui est sûrement à l'origine de l'explosion ;
- le troisième étage d'un lanceur russe Tsyklon-3, lancé en 1991, qui a produit 112 débris spatiaux catalogués. Cinq autres explosions sur ce modèle d'étage, sans doute dues à la mise à feu de résidus d'ergols hypergoliques se sont produites au cours des deux décennies précédentes[7] ;
- l'étage Fregat d'une fusée russo-ukrainienne Zenit lancée en 2011 qui a produit 325 débris spatiaux catalogués (le plus grave incident de ce type depuis cinq ans). Certains de ces débris spatiaux circulent sur des orbites très élevées (jusqu'à 6 000 kilomètres) ce qui implique qu'ils ne rentreront pas dans l'atmosphère avant plusieurs siècles ;
- la coiffe d'une fusée japonaise H-IIA, lancée en 2018, qui a généré 87 débris. Aucune source d'énergie n'étant stockée dans la coiffe, son éclatement est sans aucun doute dû à l'impact d'un autre débris spatial (donc à ranger dans la catégorie de débris suivante). Un des fragments produits est passé à faible distance de la Station spatiale internationale et celle-ci a du manœuvrer le 22 septembre 2020 pour l'éviter[8] ;
- le satellite d'observation de la Terre russe Resours-O1, placé en orbite en 1994 et qui a produit 72 débris. Ce satellite utilise une plateforme Meteor-2 qui a déjà été impliquée dans un événement de fragmentation à plusieurs reprises[8].

### Collision entre engins spatiaux et/ou débris spatiaux
Jusqu'en 2007 aucun cas de fragmentation lié à une collision n'avait été recensé. En 2021 la deuxième source de débris en nombre est la collision de deux engins spatiaux entre eux ou d'un engin spatial avec un débris spatial. Les deux collisions qui se sont produites en 2007 et 2009 ont à elles seules augmenté de 30 % le nombre de débris de plus de 10 cm. À une échelle microscopique les collisions avec des débris de très faible taille détachent des écailles de peinture.

### Étages de lanceur
Les plus gros débris sont constitués par le dernier étage du lanceur qui est placé en orbite en même temps que sa charge utile. Les recommandations appliquées par les principales nations spatiales préconisent que l'étage dispose de suffisamment de carburant (si le moteur-fusée peut être remis à feu) ou dispose d'un système propulsif spécifique lui permettant de réduire son orbite et d'effectuer une rentrée atmosphérique peu de temps après avoir achevé sa mission.

### Satellites non fonctionnels
Une fois leur mission achevée les satellites restent généralement sur leur orbite car un retour sur Terre nécessite de disposer d'une masse d'ergols, ce qui impose de réduire la part du satellite consacrée à sa mission. En 2007, sur les 2 400 satellites en orbite on estime que plus des trois quarts étaient des engins spatiaux ayant achevé leur mission.

### Débris «opérationnels»
Les débris spatiaux dits opérationnels sont produits volontairement au moment du déploiement du satellite. Ce sont par exemple les caches protégeant les optiques des caméras, les réservoirs largables, les dispositifs utilisés pour larguer la charge utile, l'adaptateur utilisé lors de l'emport d'une charge double (SYLDA), les divers distributeurs de satellites, les yoyos, etc. Ces équipements sont de plus en plus souvent conçus pour qu'ils restent solidaires de l'engin spatial sur lesquels ils sont fixés. Certains de ces débris sont des objets largués de manière opérationnelle dans le cadre de la mission comme les petites aiguilles du projet West Ford ou des gouttes de sodium du liquide réfrigérant du générateur nucléaire des satellites RORSAT larguées après usage.

### Divers
De manière anecdotique, certains débris spatiaux sont des équipements perdus par des astronautes, alors qu'ils effectuaient des opérations de montage et de réparation durant une sortie extravéhiculaire. En fait partie la trousse à outils d'Heidemarie Stefanyshyn-Piper, perdue lors de la mission STS-126 en novembre 2008.

## Inventaire et caractéristiques

### Volume des débris spatiaux
Le nombre de débris d'une taille supérieure à 10 cm est estimé à environ 36 000. Pour 17 000 d'entre eux, on dispose des caractéristiques de l'orbite et la trajectoire est suivie. La population des débris dont la taille est comprise entre 1 et 10 cm est évaluée à 500 000. Enfin, on estime qu'il y a, en 2017, 135 millions de débris spatiaux de plus de 1 mm,. Le nombre de débris dont la taille est supérieure à 3 mm et inférieure à 10 cm est évaluée par projection statistique à partir de données fournies par les radars au sol. En deçà de cette taille l'évaluation est effectuée à partir du recensement des impacts sur la surface d'engins ou d'expériences ayant séjourné dans l'espace et ramenés sur Terre. Ces méthodes statistiques estiment la population totale d’une certaine catégorie de débris spatiaux en analysant la distribution des observations ou des impacts dans une zone limitée de l’espace. La masse totale des débris en orbite était évaluée début 2021 à environ 9 000 tonnes.

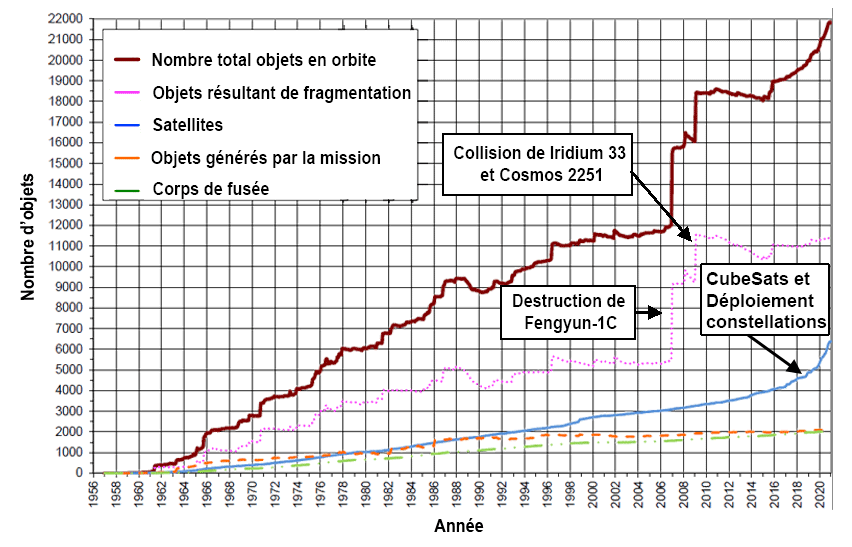
Évolution depuis le début de l'ère spatiale du nombre d'objets spatiaux en orbite suivis par le réseau de surveillance américain (USSTRATCOM). Situation au 5 janvier 2021. On dispose des caractéristiques orbitales de ces 22000 objets suivis (objets de plus de 10 cm en orbite basse et de plus de 1 m sur les autres orbites). Les objets suivis ne représentent qu'une faible fraction des 900000 objets d'une taille supérieure à 1 cm présentant un risque élevé. Les objets suivis sont des satellites en opération ou arrivés en fin de vie, des corps de fusée, des débris générés dans le cadre de la mission (déploiement) et des débris résultant de collision ou d'explosion interne.

### Concentration sur l'orbite basse
La majorité des débris se trouvent à une altitude inférieure à 2 000 km reflétant l'activité spatiale qui se déroule principalement sur l'orbite basse (satellites d'observation de la Terre, constellations de satellites de télécommunications, majorité des satellites militaires, programme spatial habité, CubeSats). La concentration la plus importante se trouve à une altitude comprise entre 750 et 800 km. Les débris spatiaux qui circulent en orbite basse (altitude inférieure à 2 000 km) ont en moyenne une vitesse comprise entre 7 et 8 km/s (hypervitesse). Lorsqu'une collision se produit, la vitesse relative des deux objets concernés est en moyenne de 10 km/s.

### Un nombre toujours croissant
Les observations effectuées périodiquement montrent une croissance régulière du nombre de débris en orbite malgré des mesures prises par pratiquement tous les intervenants pour limiter cette croissance. Deux nouveaux phénomènes propres à l'activité spatiale de la décennie 2010 contribuent à accélérer cette évolution. Le premier concerne la progression très rapide de la population des CubeSats. Ces nano-satellites de quelques kilogrammes, du fait de leur taille, ne sont pas en mesure d'appliquer les règles élaborées pour accélérer la rentrée atmosphérique, qui nécessitent l'emport d'ergols lorsque l'orbite dépasse les 700 km (environ). L'autre phénomène concerne le déploiement en cours (2021) de méga constellations de satellites de télécommunications comptant des centaines d'engins spatiaux (Starlink plus de 4 000 satellites dans une première phase, OneWeb 650 satellites, etc.) qui, en saturant l'orbite basse, sont susceptibles de rendre inopérantes les méthodes utilisées pour le suivi des satellites et la gestion des risques de collision,.

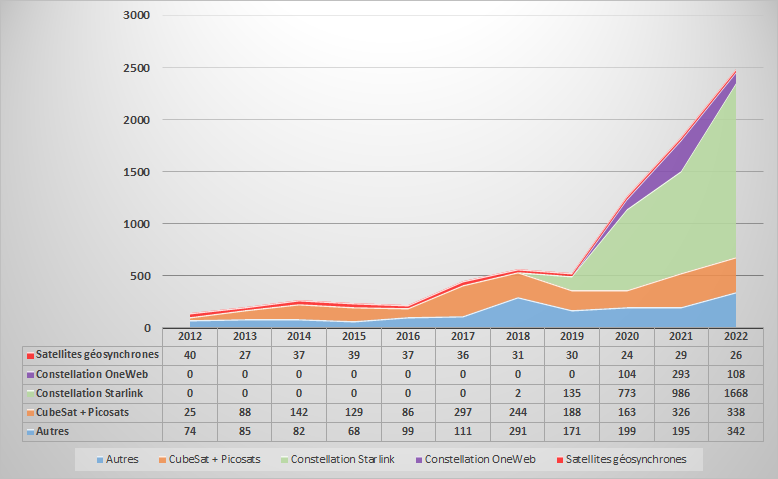
Le nombre de satellites faisant partie des méga-constellations (Starlink et OneWeb en 2023, d'autres constellations étant en cours de préparation) croit de manière quasi exponentielle et risque d’accroître fortement le volume de débris spatiaux. Le diagramme présente l'évolution entre 2012 et 2022 du nombre de satellites placés en orbite chaque année par grande catégorie : satellites géosynchrones, mégaconstellations, CubeSats et picosatellites (<1 kg) et autres satellites.

### Le «nettoyage» naturel de l'orbite basse
Les débris spatiaux ne restent pas de manière permanente en orbite. Par exemple, il ne subsiste plus en 2016 aucun des débris produits par l'explosion du satellite soviétique Cosmos 2421, qui a eu lieu en 1986 à une altitude de 410 km et qui a généré à l'époque 509 débris de plus de 10 cm. En effet, l'atmosphère résiduelle, qui subsiste dans l'espace près de la Terre, freine progressivement le débris spatial, dont l'altitude s'abaisse jusqu'à ce qu'il soit ramené au niveau des couches denses de l'atmosphère lorsque son altitude approche les 100 km. Il effectue alors une rentrée atmosphérique, au cours de laquelle il s'échauffe et se disloque. Certaines pièces peuvent survivre à cette phase et parvenir jusqu'au sol, mais la plupart sont vaporisées. L'orbite s'abaisse d'autant plus vite que la surface exposée aux forces de traînée est importante et que l'altitude initiale est faible (cas du satellite Cosmos 2421). Si le débris spatial se trouve à 600 km d'altitude, il retombe sur Terre au bout de quelques années. À une altitude initiale de 800 km, il ne revient au sol qu'au bout de plusieurs décennies. Au-dessus de 1 000 km d'altitude, le débris spatial reste en orbite plusieurs siècles. La « durée de vie » moyenne élevée des débris spatiaux combinée avec une activité de lancement soutenue (environ 80 lancements par an au cours de la décennie 2010) ont pour conséquence une augmentation constante des débris spatiaux depuis le début de l'ère spatiale. Le nombre a fortement cru à la fin des années 2000 à la suite de deux collisions majeures, la destruction volontaire du satellite chinois Fengyun-1C et la collision accidentelle de Iridium 33 et Cosmos 2251), qui ont accru d'environ 30 % le nombre de débris de plus de 10 cm.

### Une orbite géostationnaire moins impactée mais plus sensible
Le nombre de satellites en orbite géostationnaire est plus limité, mais le taux de dangerosité de chaque débris spatial généré au niveau de cette orbite est plus élevé car les satellites doivent être maintenus dans une fourchette d'altitude très étroite (dans l'idéal 35 786 km) et dans le plan de l'équateur pour rester sur une position fixe au-dessus de la région desservie (raison d'être du choix de cette orbite). Les débris spatiaux comme les satellites se concentrent donc dans un volume restreint. Par ailleurs, cette orbite ne bénéficie pas d'un nettoyage naturel à une échelle de temps intéressante, car à cette altitude l'atmosphère résiduelle est quasiment inexistante. Bien que ces satellites, du fait de leur conception, soient dans l'ensemble moins touchés par ce type d'incident que les satellites circulant en orbite basse, plusieurs ont déjà explosé. Ainsi, le satellite Intelsat 33e, construit par Boeing, a été détruit le 19 octobre 2024, probablement à la suite d'une défaillance de son système de propulsion. Cette explosion a généré environ 500 fragments dont certains avaient une vitesse relative de 500 m/s. La fragmentation des étages supérieurs des fusées chargées de placer les satellites sur une orbite de transfert géostationnaire sont par contre plus courant. Ainsi, quatre étages supérieurs Centaur de la fusée Atlas V ont explosé entre 2018 et 2024. Toutefois, l'inclinaison de l'orbite de transfert (seul l'apogée se situe à 36 000 km, le périgée est situé à une altitude de quelques milliers de kilomètres) fait que l'incidence des débris spatiaux produits est beaucoup plus réduite.

### Orbite des débris générés par la fragmentation et la collision

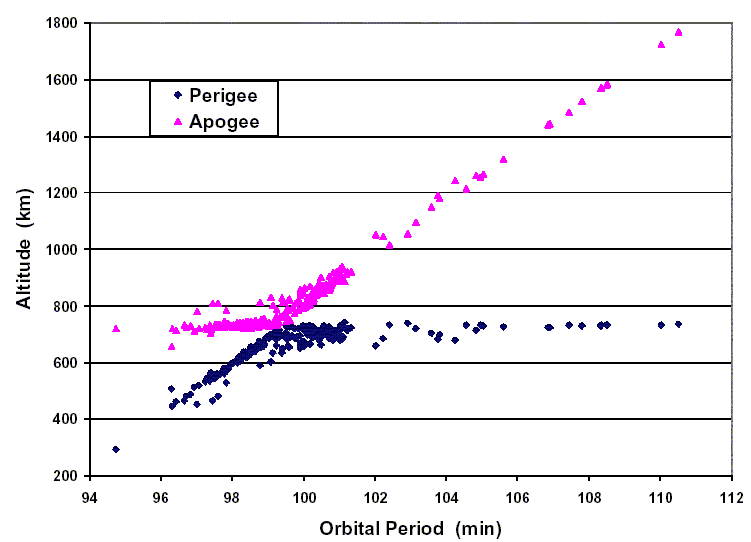
Diagramme de Gabbard des 300 débris issus de l'explosion du 3e étage d'une fusée Longue Marche, cinq mois après son lancement.

Lorsqu'il y a collision ou explosion les débris résultant sont projetés dans toutes les directions avec des vitesses variables. De ce fait ils se retrouvent dispersés sur des orbites très différentes multipliant d'autant les risques qu'ils font peser sur les satellites opérationnels. Les fragments se retrouvent selon le cas sur des orbites plus basses, identiques ou plus hautes que l'orbite originelle. La dispersion des orbites résultantes est d'autant plus importante que l'événement à leur origine a été énergétique. On représente les orbites à l'aide d'un diagramme dit « de Gabbard » dans lequel le périgée et l'apogée de chaque débris est représenté en fonction de sa période orbitale. Les débris projetés dans le sens du déplacement orbital augmentent en apogée et en période, ils correspondent aux deux bras droits du X. Les débris projetés dans le sens rétrograde ont un périgée et une période diminués (les deux bras gauches du X). Les projections dans les directions perpendiculaires à l'orbite influent peu sur les caractéristiques de période, d'apogée et de périgée, les débris dans ce cas sont concentrés autour du centre de la croix. L'étude de la distribution des éléments de ce diagramme permet aussi de déterminer les causes de la fragmentation.

## Risques et incidents liés aux débris spatiaux

### Menace pour les engins spatiaux opérationnels

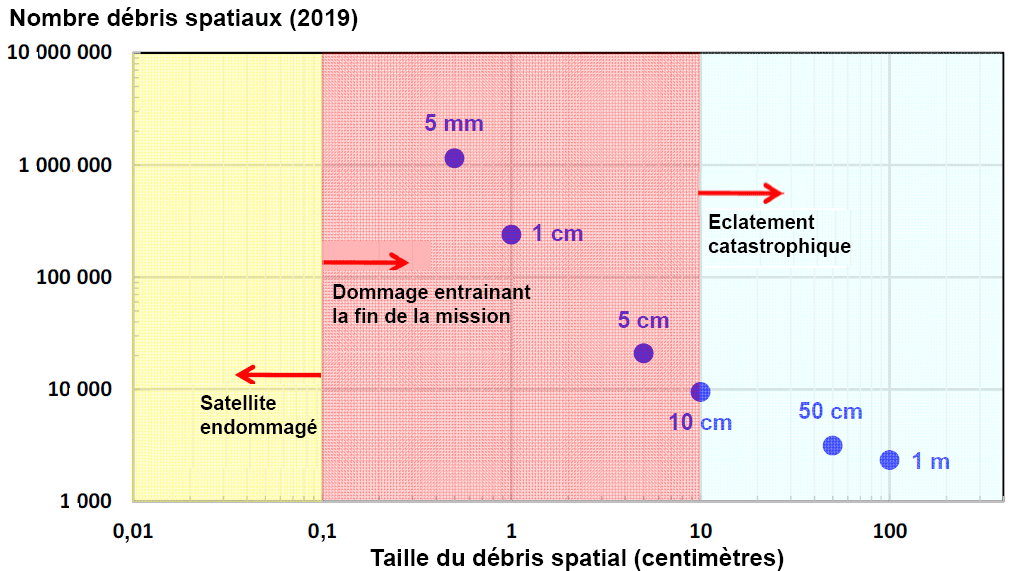
Dommage maximum subi par un engin spatial heurté par un débris spatial en fonction du diamètre de celui-ci. La limite entre les trois niveaux de dégât dépend de la zone d'impact (réservoir, panneau solaire, électronique…).

Malgré leur nombre relativement restreint, les débris spatiaux situés en orbite constituent une menace pour les engins spatiaux en activité du fait de leur énergie cinétique très élevée. Avec une vitesse moyenne en cas d'impact de 10 km/s, l'énergie cinétique (¹⁄₂ × masse × vitesse2) d'un débris spatial de 3 mm est égale à celle d'une balle tirée par un fusil. Si le diamètre est de 1 centimètre l'énergie libérée est celle d'une enclume en chute libre, avec 5 cm elle est équivalent à celle d'un bus roulant à moyenne vitesse et lorsque le débris atteint 10 centimètres l'énergie libérée est celle d'une grosse bombe. Si un débris d'une taille inférieure à 0,1 mm ne fait qu'éroder la surface d'un satellite, les débris dont la taille est comprise entre 0,1 mm et 1 cm peuvent perforer des équipements et entrainer selon le cas une panne mineure, majeure ou la perte du satellite. Entre 1 et 10 cm les dommages sont très importants alors que les débris de cette taille ne peuvent être systématiquement détectés depuis le sol. L'utilisation d'un blindage ne permet de résister qu'à des débris dont la taille est inférieure à 2 cm.
|         | 400 km     | 800 km    | 1 500 km  |
| >0,1 mm | 4,5 jours  | 2,3 jours | 0,9 jour  |
| >1 mm   | 3,9 ans    | 1,0 an    | 1,5 an    |
| >1 cm   | 1 214 ans  | 245 ans   | 534 ans   |
| >10 cm  | 16 392 ans | 1 775 ans | 3 109 ans |

Les accidents impliquant des débris spatiaux restent encore relativement peu fréquents, du fait de l'immensité de l'espace. À titre d'exemple, la Station spatiale internationale risque un impact critique avec un objet d'une taille comprise entre 1 et 10 cm que tous les soixante-dix ans ; si l'on exclut de la surface de la station ses immenses panneaux solaires dont la perte ne serait pas forcément critique, le risque tombe à un impact tous les trois siècles. Pour un satellite d'une durée de vie de dix ans, le risque d'être détruit par un débris spatial est à peu près identique à celui de l'être lors du lancement (soit une chance sur 100).

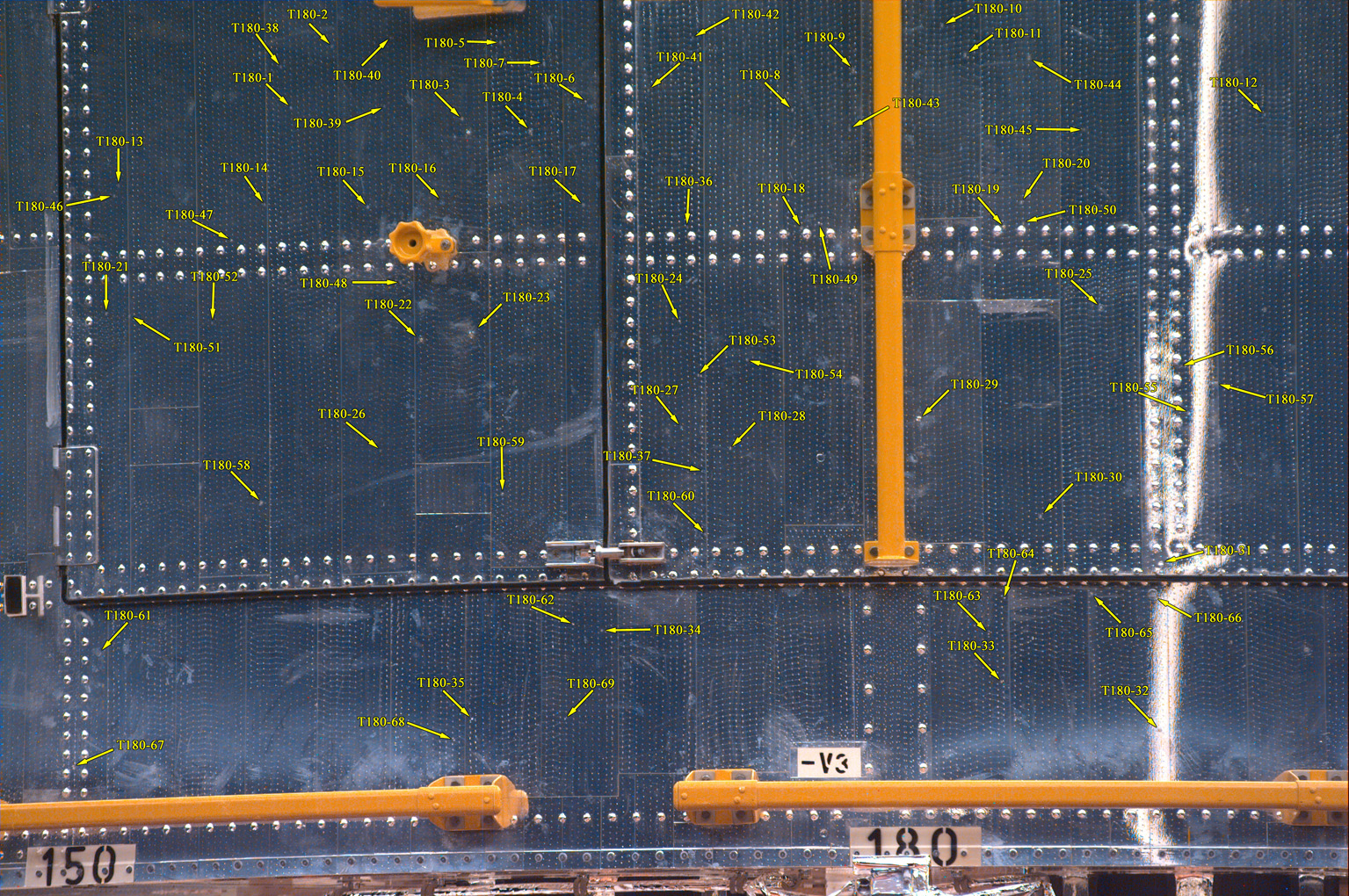
Impact de micro-débris (annotés) sur un panneau solaire du télescope spatial Hubble (orbite 800 km) redescendu au sol à la suite de son remplacement.

Ces probabilités relativement faibles peuvent conduire à sous-estimer l'importance du problème posé par les débris spatiaux. Cependant, en considérant le nombre élevé de satellites opérationnels actuellement en orbite, la probabilité que l'un d'entre eux percute un débris spatial de plus de 1 cm culmine à plus de 50 % par année, en dépit des risques individuels bas. De plus, l'étendue de la menace augmente au fil des impacts, puisque chaque collision génère de nouveaux débris. Si l'orbite terrestre basse atteint la densité critique à partir de laquelle le nombre de débris créés par les collisions surpasse le nombre de rentrées atmosphériques, elle deviendra impraticable, ce qui pourrait s'avérer catastrophique étant donné que nos systèmes de communication actuels sont étroitement dépendants des satellites placés dans cette zone. Cette réaction en chaîne est connue sous le nom de syndrome de Kessler. Il est donc nécessaire de réaliser que les débris spatiaux constituent un risque non négligeable pour les instruments scientifiques coûteux placés en orbite ainsi que pour les missions habitées.

#### Missions avec équipage
La menace des débris spatiaux pour les équipages en orbite est prise au très sérieux car une collision pourrait conduire à la perte de l'équipage par dépressurisation, mise hors service de leur engin spatial ou même frappe directe d'un astronaute durant une sortie dans l'espace. La station spatiale internationale est particulièrement exposée car contrairement aux missions de quelques jours, elle accueille en permanence un équipage généralement de six personnes alors qu'elle circule sur une orbite comprise entre 300 et 400 km où on trouve une concentration particulièrement importante de débris spatiaux,. En 2007 les experts américains évaluaient la probabilité de pénétration de la partie pressurisée de la station spatiale par un débris à 29 % sur une période de 15 ans, la probabilité d'abandon de la station à 8 %, celui de la perte de la station, avec éventuellement perte de l'équipage, de 5 %. Ces chiffres partent de l'hypothèse que les protections anti-débris des vaisseaux Progress et Soyouz sont améliorées : si ce n'est pas le cas la probabilité de perforation passe à 46 %. Ces chiffres sont jugés pessimistes par les Russes qui se reposent sur l'expérience accumulée avec la station Mir.

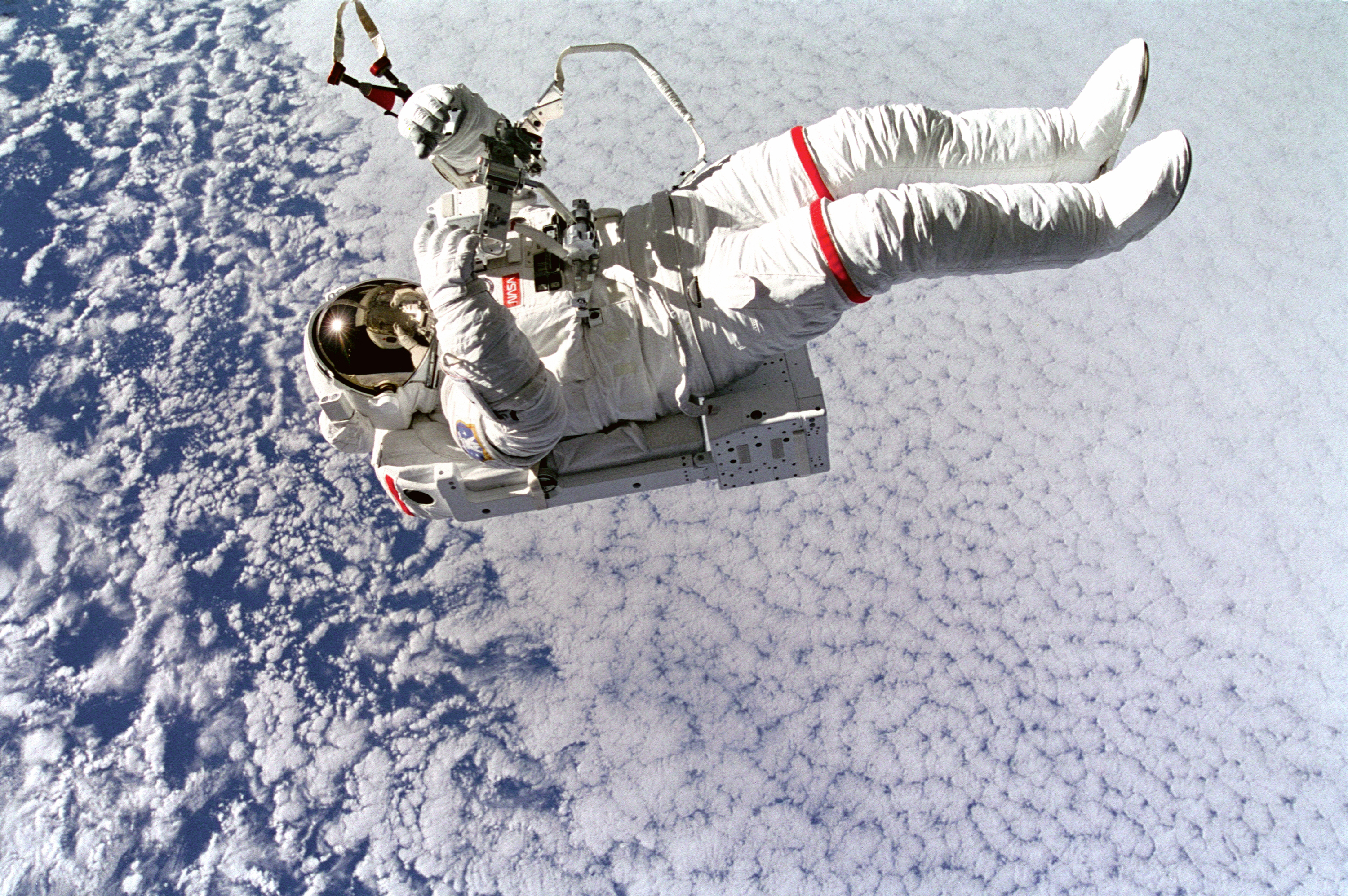
Mark Lee teste le système SAFER au cours de la mission STS-64

Les débris constituent également une menace durant les sorties extravéhiculaires des astronautes, car ils peuvent perforer les combinaisons spatiales et entraîner une dépressurisation mortelle (l'astronaute dispose d'environ 15 secondes pour réagir avant de perdre conscience),. La probabilité d'une perforation de la tenue spatiale est toutefois, selon les experts américains, très faible compte tenu de la distribution des débris et des protections incorporées dans les combinaisons spatiales : 6 % après 2 700 heures d'activités extravéhiculaires d'une équipe de deux personnes. L'astronaute peut également perforer sa combinaison en y faisant un accroc (survenu une fois mais sans conséquence) ou partir à la dérive. Pour combattre ce dernier risque, les procédures concernant l'accrochage sont très strictes et en ultime recours l'astronaute emporte un dispositif propulsif, le SAFER, fournissant un delta-v cumulé de 3 m/s.
En mai 2021, l'ISS a été percuté par un débris spatial qui a perforé son bras articulé Canadarm 2. Le trou créé mesure 5 mm de diamètre.

### Risques au sol
Les risques au sol sont nettement plus faibles, car les fragments entrant dans l'atmosphère sont majoritairement vaporisés par la chaleur due aux frottements avec l'air. Pour autant, des débris de taille non négligeable sont parfois retrouvés sur Terre et des prévisions sont faites régulièrement par les organismes de surveillance. Bien que de tels atterrissages soient très peu fréquents, ils représentent un danger car les objets qui retombent sur Terre sont souvent hors de contrôle et peuvent par conséquent s’écraser n’importe où. Toutefois, la rentrée atmosphérique des engins les plus massifs (gros satellites, stations spatiales) est généralement contrôlée par des manœuvres précises effectuées en orbite et le point de chute privilégié est situé vers le point Nemo, la zone du Pacifique Sud la plus éloignée des terres émergées et où le trafic maritime est particulièrement réduit. Jusqu’à présent, aucun impact destructeur n’est survenu dans des zones habitées. Le risque lié aux rentrées atmosphériques de débris spatiaux est largement surestimé par les médias. Depuis le début de l'ère spatiale aucune personne n'a été tuée par des débris spatiaux mais des cas de dommage aux biens sont régulièrement rapportés. Une étude effectuée en 2022 à partir des statistiques de rentrée des 30 années précédentes, estime à 10% la probabilité qu'une personne soit victime d'un débris spatial au cours de la décennie à venir. Toutefois ce taux ne prend pas en compte la forte augmentation du nombre de satellites lancés ces dernières années en lien avec le développement des constellations géantes (Starlink, OneWeb...).

Pièces d'engins spatiaux ayant survécu à la rentrée atmosphérique
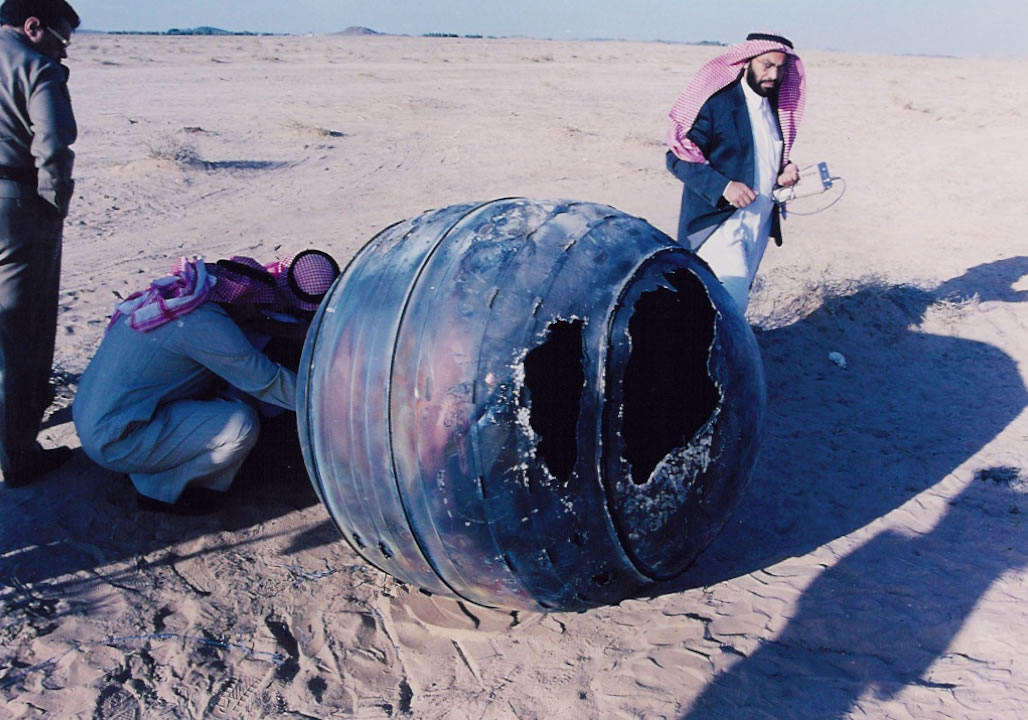
Réservoir du troisième étage PAM-D d'une fusée Delta II retrouvé en Arabie saoudite en 2001.
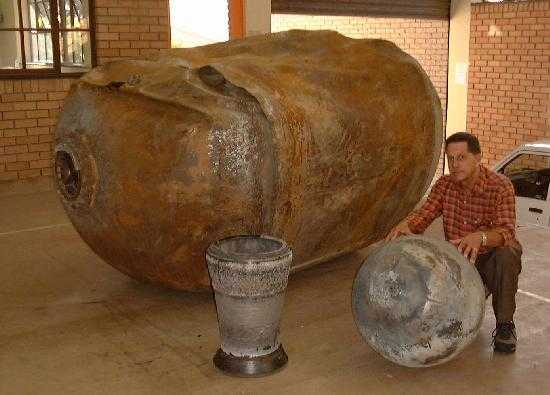
Réservoirs et tuyère du deuxième étage d'une fusée Delta II retrouvés en Afrique du Sud en 2000.
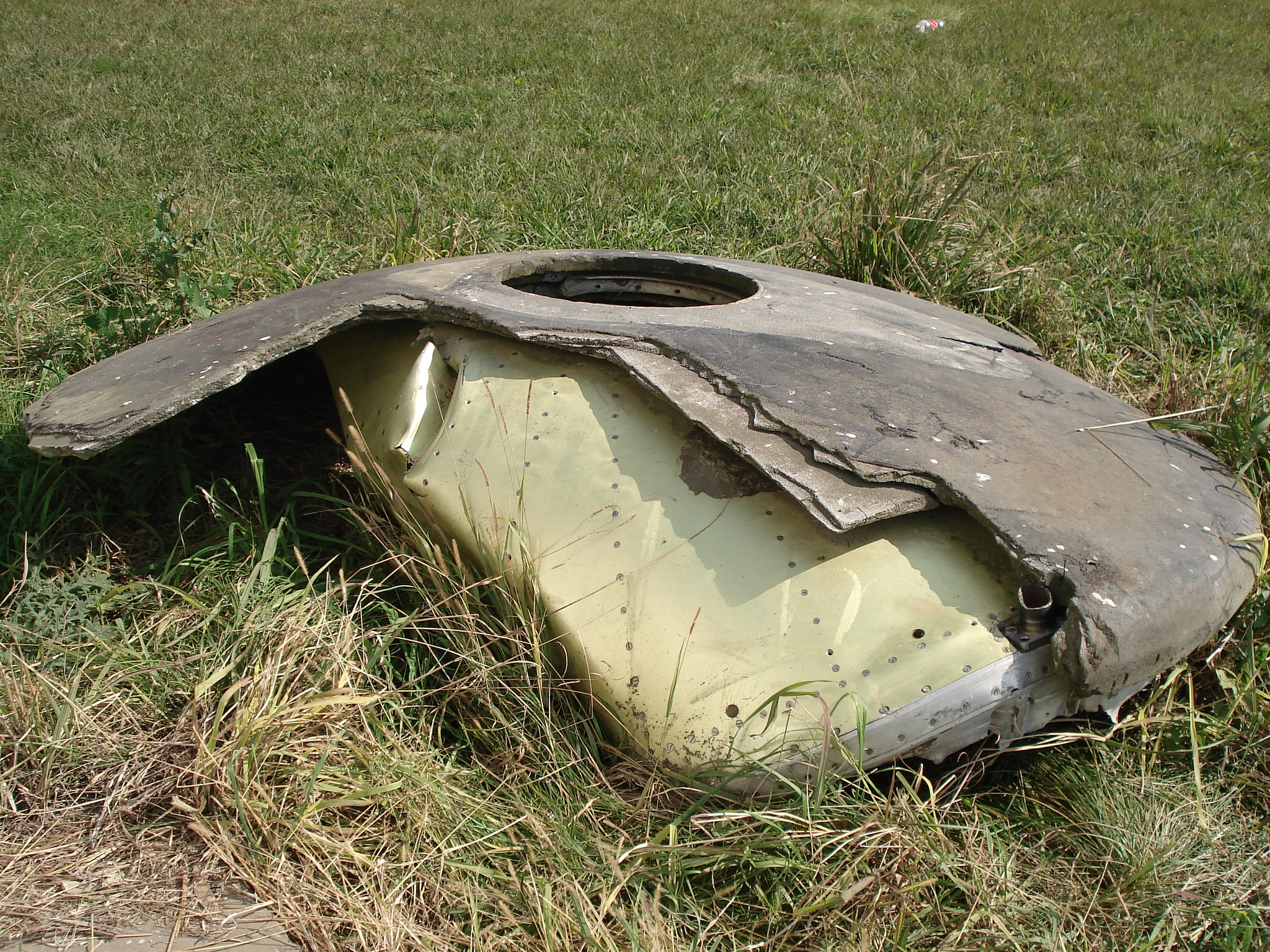
Panneau de la station spatiale soviétique Saliout 7 retrouvés en Argentine à la suite de sa rentrée atmosphérique en 1991.

### Pollution de l'atmosphère
Les nombreux vieux satellites désorbités sont conçus pour brûler intégralement dans l'atmosphère afin de minimiser le risque d'impact au sol. Ainsi décomposés en poussières dans la haute atmosphère, ils y constituent une forme nouvelle de pollution d'autant plus problématique qu'elle est persistante, la stratosphère étant plus stable et surtout non « lessivée » par les pluies. Ces particules, dont la masse totale ne représente qu'une infime fraction du flux de matière extraterrestre tombant sur Terre (plusieurs milliers de tonnes par an) diffèrent par leur composition chimique (essentiellement des oxydes d'aluminium, de lithium, de cuivre et de plomb), et peuvent ainsi dégrader la couche d'ozone et modifier l'albédo de la Terre,,.

## Surveillance et suivi des débris spatiaux
Les principales puissances spatiales, en particulier la NASA, l'Agence spatiale européenne et l'agence spatiale russe Roscosmos, ont mis en place des réseaux de radars et télescopes optiques pour tenter de prévenir les impacts de débris spatiaux sur les satellites en établissant un catalogue recensant les orbites des débris les plus gros. En dessous de 10 cm de diamètre les débris spatiaux ne sont pas suivis individuellement mais leur volume par orbite est déterminé statistiquement à l'aide de modèles qui s'appuient sur des observations radar et des constatations des impacts in situ.

### États-Unis

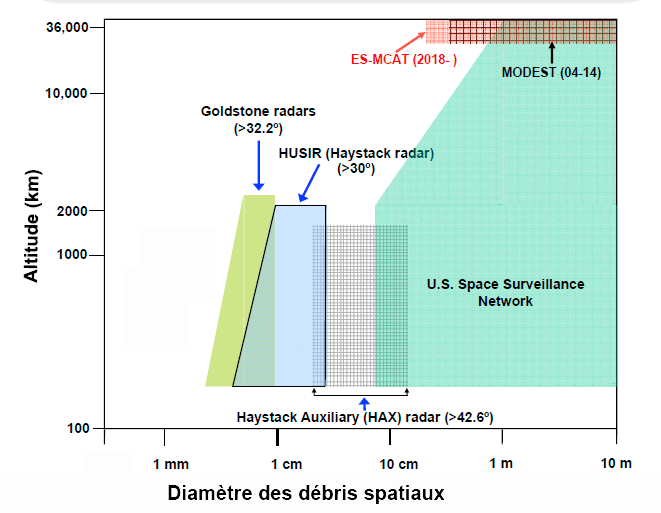
Couverture du réseau de surveillance des débris spatiaux des États-Unis début 2019. Le réseau principal géré par l'Armée de l'Air permet d'établir l'orbite des débris supérieurs à dix centimètres en orbite basse et un mètre en orbite géostationnaire. Des radars de la NASA (Haystack et Goldstone) permettent de déterminer statistiquement le volume des débris en orbite basse dont le diamètre est supérieur à quelques millimètres.

Le département de la Défense des États-Unis (DoD) et l'agence spatiale civile, la NASA, coopèrent pour réaliser le recensement et le suivi des débris spatiaux. Le réseau de surveillance spatiale du DoD, constitué d'une trentaine de radars et de télescopes optiques répartis sur la planète ainsi que de six satellites en orbite, maintient un catalogue de 20 000 objets dénommé « Two Lines Elements » » (TLE) recensant tous les engins spatiaux (actifs ou non) et débris spatiaux d'une taille supérieure à 10 centimètres en orbite basse et de plus de 1 m en orbite géostationnaire). Celui-ci contient les caractéristiques de l'orbite du débris spatial qui permettent de déterminer en temps réel leur position. De son côté la NASA réalise un recensement statistique des débris dont la taille est inférieure à 10 centimètres et supérieure à quelques millimètres en utilisant plusieurs équipements : deux radars de l'observatoire Haystack du Lincoln Laboratory (Massachusetts Institute of Technology) - le Haystack Ultrawideband Satellite Imaging Radar (HUSIR) et le Haystack Auxiliary Radar (HAX) —, deux des radars du complexe Goldstone du réseau d'antennes de communications utilisé pour communiquer avec les sondes spatiales ainsi que plusieurs télescopes pour compléter les données recueillies par les radars,,.

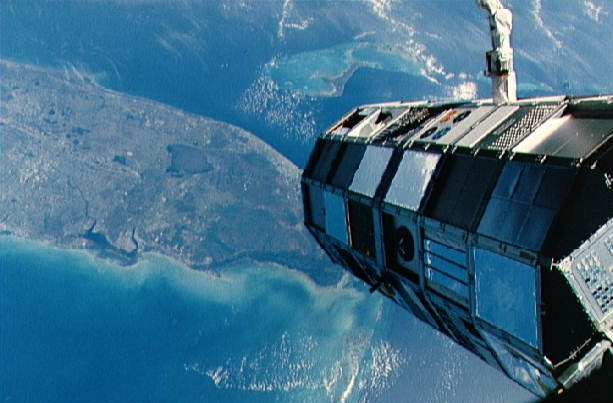
Le satellite LDEF avant son déploiement par Challenger au-dessus de la Floride.

Pour évaluer le volume et la distribution des débris dont la taille est inférieure au millimètre, la NASA a analysé différentes pièces du télescope spatial Hubble (panneaux solaires changés en cours de vie, équipement remplacé) et de la navette spatiale américaines (panneaux de régulation thermique, vitres) exposées dans l'espace et ramenées sur Terre. Le satellite LDEF, déployé par la mission STS-41-C Challenger et récupéré par STS-32 Columbia, a passé 68 mois en orbite. L'examen minutieux de sa surface a permis d'analyser la distribution directionnelle et la composition du flux de débris. Le satellite européen Eureca, déployé par STS-46 Atlantis et récupéré 326 jours plus tard par STS-57 Endeavour a révélé un millier d'impacts sur ses panneaux solaires et 71 sur son corps, de 100 µm à 6,4 mm.
Le catalogue « Two Lines » du DoD est exploité par les militaires à la fois à des fins internes (détection de lancement de missiles, surveillance des satellites militaires étrangers et plus généralement de toute activité suspecte) et pour répondre aux besoins des opérateurs de satellites civils qu'ils soient américains ou étrangers : ceux-ci reçoivent des messages d'alerte dès qu'un risque de collision entre un satellite et un autre engin spatial ou un débris spatial. Le message d'alerte est transmis trois à cinq jours avant l'impact potentiel pour permettre à l'opérateur de planifier et réaliser les manœuvres d'évitement. La prédiction est d'autant plus précise que les caractéristiques orbitales du débris sont connues. Cette précision n'existe pas pour les débris de très petite taille car elle nécessiterait des moyens supérieurs à ceux disponibles (400 000 observations effectuées chaque jour). La solution adoptée est de déterminer les risques d'impact en prenant des marges importantes puis de raffiner le résultat en effectuant des observations complémentaires pour préciser l'orbite et déterminer le risque de collision réel.

### Europe
Depuis 2014 le suivi des débris et des satellites est prise en charge par EU Space Surveillance and Tracking (EU SST). Cette organisation créée par l'Union européenne réunit la France, l'Allemagne, l'Italie, la Pologne, le Portugal, la Roumanie, l'Espagne et le Royaume-Uni. Les pays y sont représentés par leurs agences spatiales respectives. Cette structure regroupe les moyens de ces pays pour assurer une veille spatiale et fournir aux opérateurs des satellites (en 2020 environ 140 satellites) et aux autorités européennes trois types de service : des alertes pour risque de collision avec un engin spatial actif, le détail des débris produit par une collision et les caractéristiques de la rentrée atmosphérique de débris et d'engins spatiaux. Le système repose début 2021 sur 51 capteurs de surveillance ou de suivi de trois types : des radars (comme le radar Graves français ou le radar TIRA allemand), des télescopes optiques (par exemple le télescope OGS de l'Agence spatiale européenne) et des stations de télémétrie laser sur satellites (par exemple Matera en Italie). Les données collectées sont traitées par les centres opérationnels (OC) nationaux puis le résultat est remonté dans une base de données européenne gérée par l'Allemagne. À partir de cette base de données, les centres opérationnels français et espagnols sont responsables de la fourniture de l'alerte en cas de collision tandis que le centre opérationnel italien fournit les données sur les conséquences d'une collision et les rentrées atmosphériques. Un portail internet géré par l'EU SatCen restitue aux utilisateurs ces informations. Environ 90 organisations utilisent cette prestation en 2020. Cette veille spatiale est par ailleurs un des trois composants du programme Space Situational Awareness qui comprend également la surveillance des objets naturels proches de la Terre et la météorologie spatiale.
Selon l'Institute of Aerospace Systems de Brunswick, la trajectoire n'est pas connue pour 110 000 autres débris en orbite terrestre, compris entre un et dix centimètres, ainsi que des objets artificiels allant du millimètre au centimètre dont le nombre est estimé à 330 millions et dont la trajectoire est erratique (sans compter les poussières indétectables allant du millimètre au micromètre). La masse totale de ces débris est estimée à 5 900 tonnes.
Cet institut est à l'origine du modèle de distribution et de vitesse des débris nommé MASTER (Meteoroid And Space debris Terrestrial Environment Reference) et utilisé par l'ESA pour calculer les probabilités et directions de collision en orbite. L'agence européenne possède un catalogue de 26 000 débris qu'elle suit avec un réseau d'observatoires et de radars pour corroborer ce modèle.
Dans le cadre du programme Space Situational Awareness (SSA) de l'Agence spatiale européenne (ESA), des chercheurs du Fraunhofer-Gesellschaft en Allemagne ont un rôle de premier plan dans ce projet : ils fournissent le récepteur du système radar. L'institut Fraunhofer de la physique des hautes fréquences et des techniques radar (le FHR à Wachtberg) réalise le démonstrateur, en collaboration avec la société espagnole Indra Espacio qui se charge de l'ensemble émetteur[réf. souhaitée].

### France
La France dispose depuis 2005 du radar Graves (un seul capteur) qui permet de détecter les satellites survolant la France et les régions périphériques à des altitudes compris entre 400 et 1 000 km et de mesurer leurs trajectoires. Ce radar remplit trois missions dont deux ont un rapport direct avec les débris spatiaux :
- détection des satellites de reconnaissance (satellite espion) survolant le territoire ;
- détermination des risques de collision entre satellites impliquant au moins un satellite opérationnel ;
- détection des satellites soit massifs soit polluants (radioactivité) susceptibles d'effectuer une rentrée atmosphérique et présentant donc un risque pour les habitants.

L'Armée française utilise ses radars SATAM pour déterminer de manière plus précise les objets d'intérêts (risque de collision ou retombées atmosphériques). Les données des radars SATAM et GRAVES sont traitées par le Centre opérationnel de surveillance militaire des objets spatiaux (COSMOS) créé en 2014 avec des objectifs à la fois militaires et civils (protection des populations),.
Le CNES dispose d'un centre d'orbitographie opérationnelle (COO) qui surveille les débris grâce au service Caesar. Le CNES utilise à temps partiel (15 %) deux télescopes TAROT dont la mission principale est la détection des sursauts gamma et qui sont situés pour l'un sur le plateau de Calern en France et pour l'autre à l'observatoire de La Silla au Chili. Ceux-ci permettent d'identifier de manière expérimentale les objets situés en orbite géostationnaire ou géosynchrone.

## Préconisations destinées à limiter le volume des débris
Pour limiter la multiplication du nombre de débris spatiaux, les principales puissances spatiales ont progressivement défini des règles de bonne conduite à appliquer lors de la conception des nouveaux engins spatiaux et durant les phases de déploiement en orbite puis en fin de vie. L'application des mesures les plus importantes ont un coût car elles entraînent généralement une réduction de la masse de la charge utile emportée par le lanceur. Bien que ne présentant pas de caractère obligatoire, cette réglementation est pratiquement appliquée par les principales puissances spatiales.

### Historique de mise en place de la réglementation
Dès les débuts de l'ère spatiale, au début des années 1960, des recherches sont menées aux États-Unis pour évaluer le problème soulevé par les débris spatiaux mais la communauté internationale ne prend conscience de celui-ci que plus tard au milieu des années 1970 dans le cadre de conférences organisées par la Fédération internationale d'astronautique. C'est à cette époque (1978) que Donald J. Kessler expose les conséquences de collisions d'objets en orbite qui pourraient, par une réaction en chaîne, aboutir à une augmentation exponentielle des débris rendant l'orbite basse inutilisable (syndrome de Kessler). La première conférence consacrée aux débris spatiaux est organisée en 1982 par l'agence spatiale américaine, la NASA, suivie en 1983 par une conférence sur la rentrée atmosphérique des débris atmosphériques organisée par l'Agence spatiale européenne. Cette dernière faisait suite à la rentrée atmosphérique de la station spatiale américaine Skylab et à celle du satellite Cosmos 1402
Au cours des années 1970 et 1980 les agences spatiales et les nations impliquées dans le vol spatial acquièrent progressivement une expertise sur les processus aboutissant à la fragmentation des objets en orbite, sur la modélisation de l'impact d'un débris spatial frappant un satellite à une vitesse de plusieurs kilomètres par seconde et sur la désintégration plus ou moins partielle d'un engin pénétrant dans l'atmosphère. Disposer d'une vision globale du sujet nécessitait toutefois des échanges bilatéraux entre les experts des différentes puissances spatiales. Ces échanges qui débutent à l'initiative de la NASA conduisent à la création en 1993 du comité IADC par la NASA et les agences spatiales européenne, japonaise et russe. L'objectif de ce comité est de permettre aux experts de coordonner leurs travaux sur le sujet. Ce comité est aujourd'hui (2020) considéré comme le référent technique dans le domaine des débris spatiaux. Les débris spatiaux constituent également un des thèmes traités depuis 1994 par le Comité des utilisations pacifiques de l'espace extra-atmosphérique (UNCOPUOS) de l'ONU.
La menace constituée par les débris spatiaux et le fait que la Convention sur la responsabilité internationale pour les dommages causés par des objets spatiaux ait été signée par presque tous les pays entrainent l'adoption d'un ensemble de mesures destinées à réduire le volume des débris spatiaux. Ces mesures sont formalisées par l'IADC dans un document diffusé en 2002 (IADC Space Debris Mitigation Guidelines). Ce document de référence a, depuis, servi de base pour la rédaction par les nations de documents réglementaires, et de point de départ pour l'application de standards techniques. Il n'existe cependant pas en 2023 de standardisation des mesures à l'échelle mondiale. L'UNCOPUOS a formalisé un ensemble de recommandations accepté par l'ensemble des acteurs portant sur la pérennité des activités spatiales.

### Actions de l'IADC
Les principales agences spatiales — ASI (Italie), CNES (France), CNSA (Chine), Agence spatiale canadienne (Canada), DLR (Allemagne), Agence spatiale européenne (Europe), ISRO (Inde), JAXA (Japon), KARI (Corée du Sud), NASA (États-Unis), Roscosmos (Russie), NKAU (Ukraine) et UK Space Agency (Royaume-Uni) — adhèrent à l'Inter-Agency Space Debris Coordination Committee (IADC), créé en 1993 pour faciliter l'échange de données sur les débris spatiaux, mener des études techniques (modélisation du comportement des débris en orbite, étude technique des systèmes de blindage), réaliser des campagnes d'observation et établir des recommandations. Ce comité a établi un recueil de principes à appliquer, Space Debris Mitigation Guidelines (IADC-02-01, Rev. 2007), qui a été validé la même année par les 69 pays membres du Comité des utilisations pacifiques de l'espace extra-atmosphérique (COPUOS) consacré aux activités spatiales. Le comité scientifique et technique du COPUOS a établi et publié en 2009 son propre recueil de règles, Space Debris Mitigation Guidelines of the Scientific and Technical Subcommittee of the Committee on the Peaceful Uses of the Outer Space (A/AC.105/890, 2009).

### Les préconisations de l'IADC
Il est demandé aux opérateurs d'engins spatiaux de respecter les règles suivantes portant sur la passivation des étages de fusée et des satellites, les modalités de leur désorbitation en fin de vie et leur rentrée contrôlée dans l'atmosphère terrestre.

#### Passivation des étages de fusée et des satellites
Immédiatement après le lancement, les responsables de la mission doivent procéder à la passivation des étages supérieurs du lanceur restés en orbite après leur utilisation (le dernier étage du lanceur se retrouve généralement sur une orbite proche de celle de la charge utile) par largage du carburant résiduel, pour limiter le risque d'une explosion des imbrûlés qui engendrerait des milliers de nouveaux débris.
Une action similaire doit être réalisée sur les satellites en fin de mission pour éviter également leur explosion. Elle comprend notamment le largage des ergols inutilisés et la déconnexion des batteries pour éviter qu'une surcharge ne les fasse exploser.

#### Désorbitation des satellites en fin de vie
Les responsables de mission doivent limiter le temps de séjour des étages supérieurs du lanceur et du satellite lorsque sa mission est achevée dans les deux régions orbitales protégées parce que particulièrement fréquentées. Les orbites protégées sont celles dont l'altitude est inférieure à 2 000 kilomètres et l'orbite géostationnaire (altitude : 36 000 ± 300 km) :
- pour les engins placés sur une orbite basse les opérateurs doivent respecter la règle dite des « 25 ans » qui impose que tout satellite se trouvant en orbite basse doit rentrer dans l’atmosphère avant un quart de siècle. Ainsi, pour remplir cet objectif, le satellite français SPOT-1 a diminué son altitude en fin de mission à l'aide de sa propulsion (fin 2003), réduisant sa présence post mortem en orbite de 200 à 15 ans[55] :
- pour les satellites circulant à des altitudes où la désorbitation n'est pas économiquement envisageable :
  - si le satellite est sur une orbite géostationnaire, il doit être déplacé vers une orbite de rebut où il ne risque pas de croiser l'orbite d'un engin opérationnel. L'orbite de rebut débute à 235 km au-dessus de l'orbite géostationnaire (en pratique 300 km),
  - si le satellite est situé sur une orbite basse il doit être déplacé sur une orbite dont l'altitude est constamment supérieure à 2 000 km.

En pratique, pour que ces consignes puissent être appliquées dans le cas d'un satellite, il faut que la mission ait été conçue de manière que le satellite dispose de suffisamment de carburant en fin de mission ce qui exclut de nombreuses missions lancées antérieurement à l'implémentation de ces règles. Par ailleurs le changement d'orbite se produit longtemps après la mise en orbite et le satellite a pu tomber en panne ou ses équipements peuvent être trop dégradés pour lui permettre de changer d'orbite. Enfin aucune obligation n'est imposée aux opérateurs gérant ces satellites : entre 1997 et 2000, 22 des 58 satellites géostationnaires ont été abandonnés, et pour 20 d'entre eux l'orbite n'a pas été modifiée de manière à éviter tout risque.

#### Rentrée contrôlée des engins spatiaux
Les recommandations internationales concernent également la rentrée atmosphérique des satellites lorsqu'elle peut être contrôlée. Celle-ci devra s'effectuer de manière à que les débris subsistant s'écrasent dans une zone inhabitée telle que les zones océaniques peu fréquentées (Sud de l'océan Pacifique). Les autorités maritimes et aériennes concernées doivent être informées de la date, de l'heure, de la trajectoire et de la position de la zone d'impact.

### Définition de «règles de bonne conduite» nationales
Sans attendre la mise en place d'une réglementation internationale légalement contraignante pour tous les pays, les principales agences spatiales occidentales ont formalisé de manière interne des règles de bonnes conduite qui ne restent toutefois que des recommandations :
- NASA (États-Unis) : Safety Standard NSS-1740.14 - Guidelines and Assessment Procedures for Limiting Orbital Debris (1995) ;
- NASDA (Japon) : Space Debris Mitigation Standard NASDA-STD-18 (1996) ;
- CNES (France) : CNES Standards Collection, Method and Procedure Space Debris – Safety Requirements (RNC-CNES-Q40-512) (1999) ;
- Agence spatiale européenne : European code of conduct for space debris mitigation issue (2004).

La France a introduit en 2008 sa loi relative aux opérations spatiales qui oblige les opérateurs spatiaux à limiter le nombre de débris en orbite basse.

### Exemple de mise en œuvre
En application des règles relatives à la gestion des débris spatiaux, la Commission fédérale des communications (FCC), notamment régulateur aux Etats-Unis de l'activité spatiale liée aux télécommunications, a sanctionné en octobre 2023 l'opérateur Dish Network pour ne pas avoir appliqué la réglementation concernant la fin de vie de son satellite EchoStar-7 circulant sur une orbite géostationnaire. L'opérateur n'a pas réussi à placer son satellite arrivé en fin de vie sur l'orbite de rebut réglementaire, située 300 kilomètres plus haut que l'orbite opérationnelle. Faute d'une quantité d'ergols suffisante, l'orbite d'EchoStar-7 n'a pu être relevée que de 122 kilomètres. La FCC a appliqué une amende de 150 000 US$ et demandé qu'une série de mesures soient prises au sein de la société dans le but de garantir l'application de la réglementation sur les débris spatiaux.

### Choix technologiques: aspects socio-économiques
Les choix technologiques en vue de la protection et de la fin de vie d’un satellite constituent un compromis entre les intérêts parfois divergents de nombreux acteurs des domaines de la recherche, l’industrie, l’économie et la politique notamment. À titre d’exemple, les blindages et les systèmes de désorbitation embarqués à bord des satellites alourdissent ces derniers et peuvent interférer avec les buts scientifiques de la mission ; ils représentent également un surcoût important. Cependant, les blindages sont une mesure de sécurité indispensable pour les véhicules habités en particulier, et la planification de la fin de vie du satellite est imposée par certaines agences spatiales telles que l’ESA. Cette contrainte est une conséquence des règles de bonne conduite que l’ESA cherche à respecter, et le soutien de l’agence peut être retiré aux missions qui ne s’y conforment pas. La conception d’un satellite impose ainsi d’établir un équilibre entre l’évaluation des risques, les intérêts scientifiques et économiques et la réalisabilité technique, tout en tenant compte des consensus internationaux auxquels adhèrent la plupart des agences spatiales majeures. Relever ce défi représente une opportunité pour le développement de technologies innovantes, dont plusieurs centres de recherche et entreprises privées tirent parti. Un exemple notable est celui du ClearSpace-1 conçu par l’EPFL (Suisse), un petit satellite visant à désorbiter le CubeSat SwissCube lancé en 2009. Il s’agit d’une technologie démonstrative, dont l’objectif principal est d’illustrer la faisabilité du retrait actif des débris orbitaux (RADO) et d’inciter les agences spatiales à adopter ce type de technologie. Le projet est actuellement dans une phase de recherche de fonds. Cette difficulté à trouver des financements illustre le peu d’intérêt que porte l’industrie aux techniques vouées à la préservation d’un bien commun (ici l’espace), qui n’ont aucune garantie d’être rentables pour l’entreprise et de pouvoir être massivement commercialisées. À l’image de ClearSpace-1, de nombreuses autres solutions (par exemple de nouveaux types de capteurs ou des microsatellites destiné à l’étude des débris spatiaux) sont actuellement au stade de technologies démonstratives, certaines déjà en phase de test et d’autres non encore concrétisées. L’avenir de telles innovations est incertain et dépendra directement des intérêts de l’industrie, ainsi que de l’évolution du cadre légal international. Cela illustre le fait que la gestion des débris spatiaux est un domaine en plein développement et en continuel changement, dont la complexité en fait bien plus qu’un simple défi technologique.

## Limitation des risques en opération

### Des mesures passives et actives
Malgré la mise en place progressive d'une réglementation, le risque de collision d'un engin spatial opérationnel avec un débris spatial présentant un risque pour sa survie n'a pas cessé de s'accroitre. La réduction des risques se fait d'abord par une surveillance des plus gros débris spatiaux à l'aide de radars ou de moyens optiques depuis le sol afin d'anticiper des collisions potentielles et de modifier en conséquence les trajectoires des satellites menacés. Mais ces mesures ne permettent pas d'éviter tout danger car les débris de quelques centimètres, potentiellement dangereux compte tenu de leur vitesse, ne peuvent être suivis avec les instruments existants. La deuxième mesure consiste à limiter la production de nouveaux débris par une conception adaptée des engins spatiaux : passivation des réservoirs d'ergols pour éviter une explosion ultérieure, limitation du largage de pièces au moment du déploiement en orbite des satellites… La réglementation doit définir également des règles, qui doivent être acceptées par tous car contraignantes sur le plan économique, pour limiter le séjour des satellites et des étages de fusée en orbite en obligeant les organisations spatiales à prévoir une réserve d'ergols permettant d'abréger la durée de séjour en orbite des engins arrivés en fin de vie. Les constructeurs d'engins spatiaux prennent déjà des mesures pour protéger les parties sensibles de ceux-ci lorsqu'ils circulent sur des orbites où les débris sont particulièrement denses. Enfin différentes solutions techniques ont été étudiées pour désorbiter les débris spatiaux à l'aide d'engins dédiés mais aucune solution économiquement viable n'a été imaginée jusque-là.

### Blindage des engins spatiaux

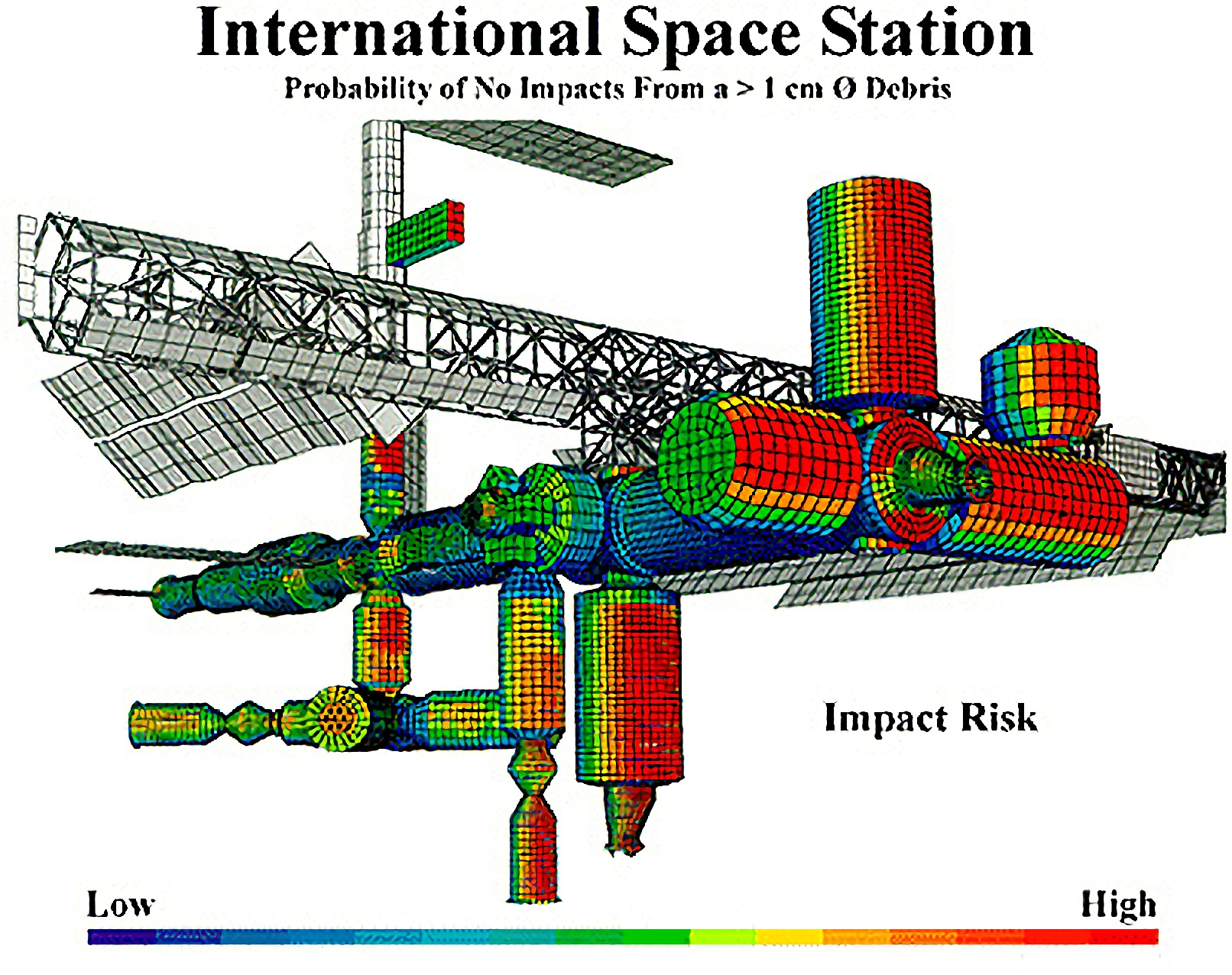
Les parties de la station spatiale internationale les plus exposées à un risque de collision avec un débris spatial (en rouge) sont celles qui sont situées sur sa face avant (dans le sens du déplacement). Elles sont plus lourdement protégées.

Les petites particules de moins d'un centimètre, très courantes et difficiles à détecter, ne sont pas évitées, car les blindages permettent de s'en protéger. Il y a deux types de blindage : les blindages intrinsèques sont constitués par les parois du satellite tandis que les blindages spécifiques sont des ajouts à la structure qui permettent d'arrêter le débris avant qu'il ne perfore la paroi. Mais ces blindages alourdissent évidemment les véhicules spatiaux, diminuant leur charge utile, leur durée de vie, ou augmentant leur coût. Le dixième du poids de la station spatiale internationale est ainsi dû à son blindage. Le blindage utilise le principe du bouclier Whipple (du nom de l'astronome américain qui l'a mis au point). Il est constitué de plusieurs couches minces d'aluminium séparées par un vide. Les premières couches sont destinées à être perforées, mais elles font éclater le débris en de multiples fragments qui, lorsqu'ils frappent la paroi de l'engin spatial n'ont plus l'énergie permettant de la traverser. Le débris ne dépasse parfois même pas la première couche. L'intervalle entre ces premières couches peut être rempli d'un matelas absorbant.
Ainsi, sur la face avant (la plus exposée car dans le sens de déplacement) des modules de la Station spatiale internationale, la protection est constituée par un bouclier Whipple de quatre à cinq couches de matériaux (aluminium, kevlar, nextel, isolant thermique multi-couche) plus ou moins espacés et plus ou moins épaisses (voir schéma ci-dessous). Le tout forme, avec la coque pressurisée en aluminium du module de 4,8 mm d'épaisseur, un mille-feuille de 11,4 cm d'épaisseur.
Le plus grand problème est posé par les débris de taille moyenne, entre un et dix centimètres, estimés à environ 200 000, qui ne sont pas catalogués alors qu'ils présentent un risque très important et surtout pour lesquels il n'existe pas de protection.

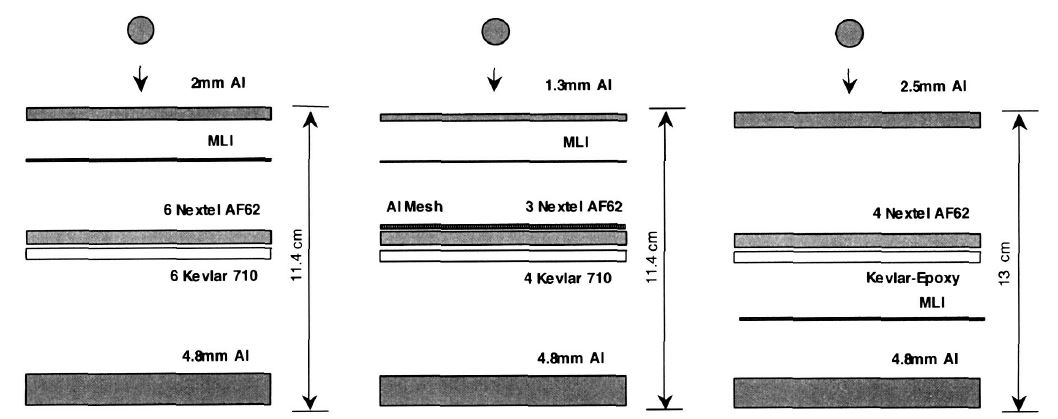
Structure des boucliers Whipple anti-débris (et micro météorides) de la Station spatiale internationale installés sur les faces avant des modules américains (à gauche), japonais (Kibo au centre) et européen (à droite Columbus).
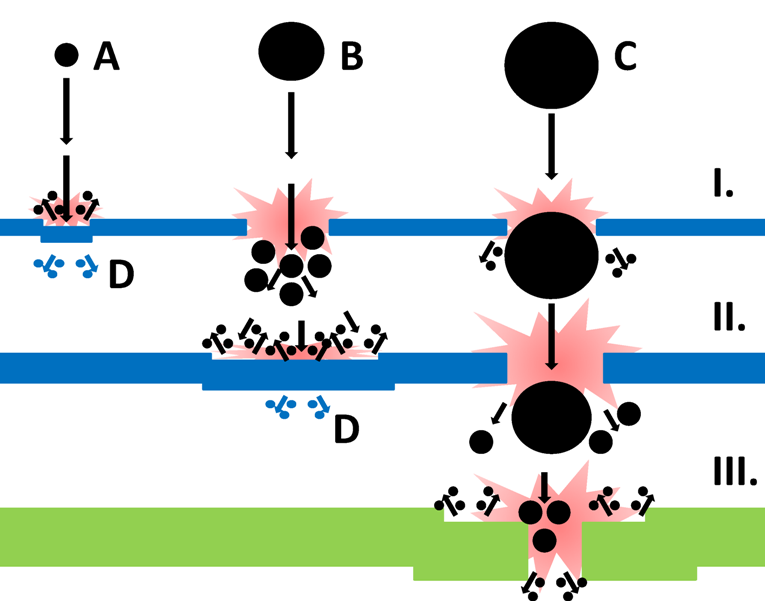
Illustration du fonctionnement d'un bouclier Whipple (qui comporte ici deux couches) en fonction de la taille du débris. Au-delà d'un certain diamètre du débris, le bouclier est inopérant.

### Gestion opérationnelle des risques de collision

#### Satellites opérationnels
Au-delà d'une certaine taille (environ 2 cm), aucune protection ne permet de protéger un engin d'un débris spatial. La seule solution consiste à modifier l'orbite pour éviter tout risque de collision. Ces manœuvres nécessitent d'utiliser la propulsion de l'engin spatial, sont coûteuses en carburant et diminuent d'autant la durée de vie des satellites. À titre d'exemple, lors de l'évitement par le satellite Spot 2 d'un débris provenant d'un lanceur Thor-Agena en juillet 1997, 400 grammes d'ergols ont été utilisés, alors que sa consommation annuelle est de 150 grammes. Ces manœuvres sont fréquentes sur les orbites basses. La décision de modifier le satellite doit tenir compte de nombreux paramètres qui peuvent faire varier les orbites du satellite et des débris spatiaux. Celles-ci sont connues avec une certaine incertitude et elles peuvent dériver sous l'influence du Soleil, de la Lune et de l'atmosphère résiduelle.

#### Missions avec équipage

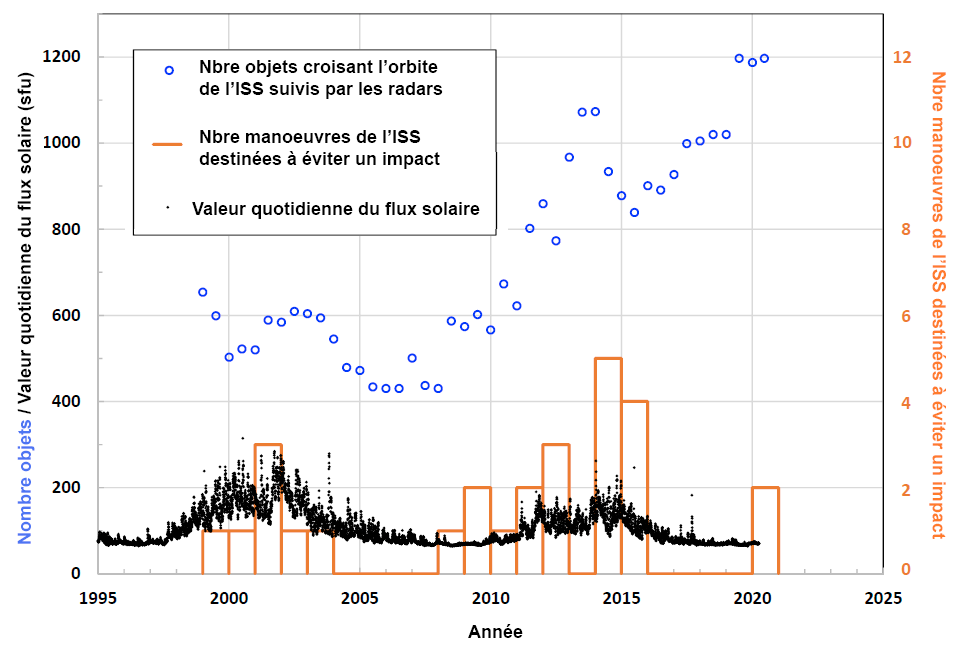
Diagramme résumant l'incidence des débris spatiaux sur les opérations de la station spatiale internationale. Nombre d'objets croisant l'orbite de la station spatiale internationale et suivis par le système de surveillance des débris spatiaux (ronds bleus), nombre annuel de changements d'orbite de la station spatiale effectués pour éviter un impact (histrogramme en orange), intensité de l'activité solaire (points noirs).

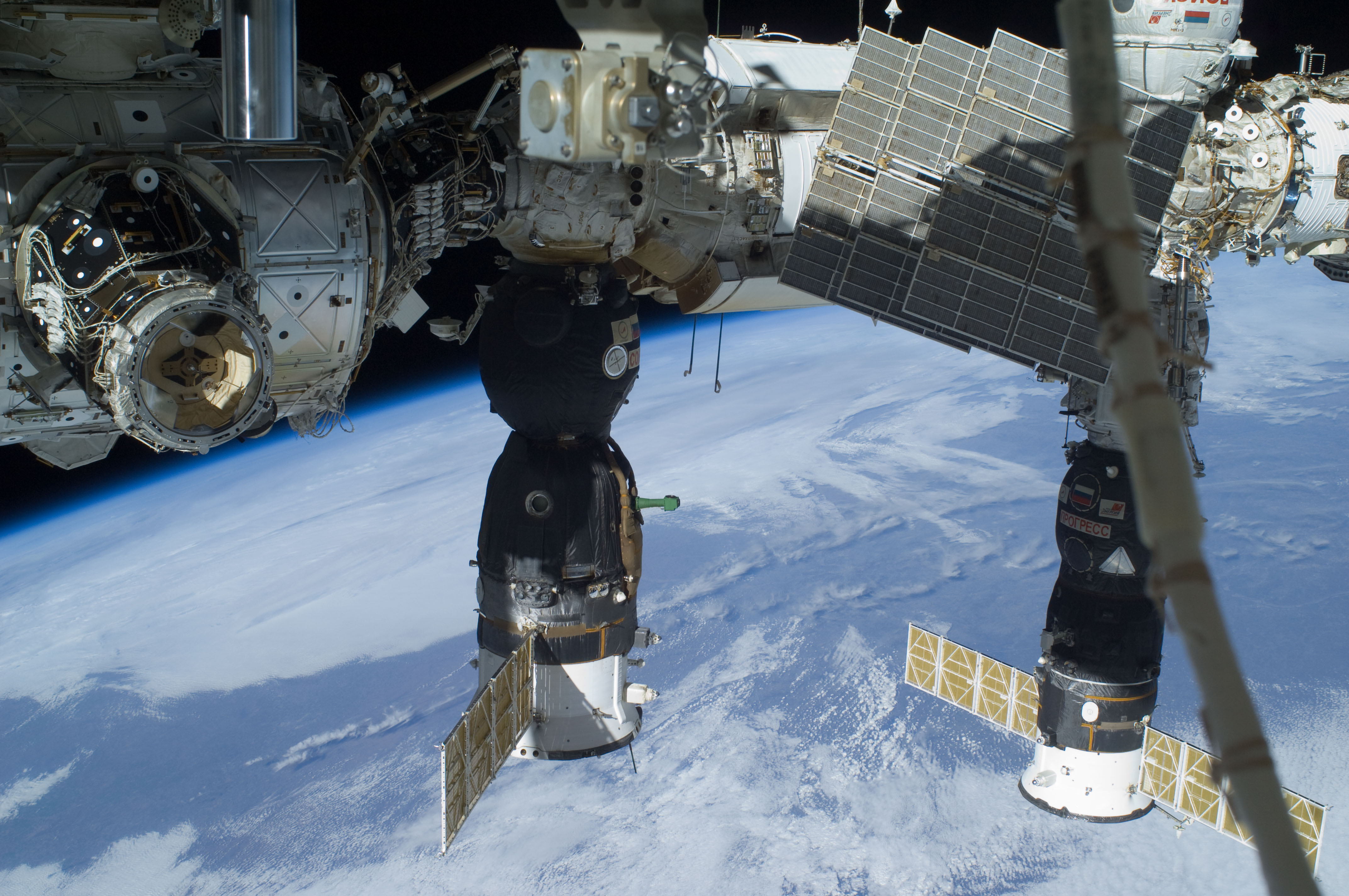
Deux vaisseaux Soyouz sont en permanence amarrés à la station pour pouvoir évacuer l'équipage.

Dans le cas de la Station spatiale internationale qui est occupée en permanence par un équipage de généralement six personnes, de nombreuses mesures sont prises pour éviter la perte de l'équipage. La trajectoire des débris de plus de dix centimètres est surveillée depuis le sol. Plus de 1 200 objets catalogués (débris ou satellites actifs) circulant sur des orbites proches sont suivis en 2020 par les radars au sol. Ce nombre a doublé depuis 1999. L'équipage est averti lorsque l'un d'entre eux est susceptible de passer à proximité de la station. Cela permet à l'équipage de modifier l'orbite de la station (manœuvre dite de Debris Avoidance Manœuvre ou DAM) en utilisant les propulseurs des modules russes pour s'écarter de la trajectoire du débris. Depuis le lancement du premier module de la station spatiale en 1999, 27 manœuvres de changement d'orbite (bilan en 2020) ont été effectuées pour cette raison (de 0 à 5 selon les années, voir diagramme ci-contre). Le nombre de manœuvres dépend évidemment de la densité des débris mais également de l'activité solaire (Si celle-ci est plus importante la densité de l'atmosphère résiduelle s'accroit ce qui modifie l'orbite des objets en orbite et enfin de la sensibilité des radars et télescopes assurant le suivi des débris. Parmi les objets évités figurent deux débris résultant de la destruction volontaire du satellite chinois Fengyun-1C, trois débris produits de la collision accidentelle entre Kosmos-2251 et Iridium 33 et le satellite d'observation de la Terre nippo-américain Global Precipitation Measurement. Si le risque de collision est identifié trop tard pour permettre la réalisation d'une manœuvre, l'équipage a pour consigne de fermer toutes les écoutilles à l'intérieur de la station et de s'installer dans les vaisseaux Soyouz qui permettent, si nécessaire, de rejoindre le sol. Cette évacuation partielle a déjà eu lieu à deux reprises le 13 mars 2009 et le 28 juin 2011.
Mais seuls les objets de plus de 10 cm sont catalogués. Le blindage des modules américains est conçu pour résister aux débris d'une taille inférieure au centimètre. Il n'y par contre aucune parade contre des débris dont la taille est comprise entre 1 et 10 cm. À eux seuls les débris d'une taille comprise entre 1 et 2 cm sont 20 fois plus nombreux que les débris catalogués. L'équipage s'entraîne donc régulièrement à faire face à une dépressurisation : la station est équipée de détecteurs de perte de pression qui permettent de calculer à quel moment l'atmosphère deviendra irrespirable. L'équipage peut ralentir les pertes en coupant le système de ventilation et tenter de détecter et obturer la fuite. Si la brèche dans la coque a une superficie de quelques centimètres carrés, l'équipage dispose théoriquement d'un délai de plusieurs heures avant que la situation devienne intenable. Si la réparation se révèle impossible, l'équipage doit se replier vers les modules intacts en fermant les écoutilles internes ou évacuer la station à bord des vaisseaux Soyouz. Depuis le passage à 6 occupants permanents en mai 2009, deux vaisseaux Soyouz triplaces sont amarrés en permanence aux modules russes en prévision d'un événement de ce type.

## Désorbitation des débris spatiaux par des moyens externes

### Un recours coûteux mais inévitable
Selon les estimations des experts de l'IASDC, la stabilisation du nombre de débris en orbite basse nécessite non seulement que les satellites et les lanceurs soient désormais conçus de manière à respecter les préconisations de ce comité mais également que l'orbite de certains satellites inactifs soit abaissée par des remorqueurs spatiaux ou autres dispositifs externes. En 2013, l'IASDC estimait qu'il fallait remorquer au moins cinq satellites inactifs chaque année pour stabiliser l'augmentation des débris. Par exemple, la NASA qui conçoit des engins spatiaux respectant la réglementation depuis plus de 10 ans, affiche un taux de conformité de 96 % pour ses engins lancés au cours de la décennie 2020 en ce qui concerne la règle de la rentrée atmosphérique au bout de 25 ans, mais cette conformité chute à 20-30 % si on prend en compte l'ensemble du parc et des recommandations, soit un chiffre très éloigné des 90 % requis pour stabiliser le volume des débris spatiaux en orbite basse. Par exemple, son satellite de cinq tonnes Terra, qui a été lancé en 1999 et qui devrait cesser ses opérations en 2026, dispose de batteries qui ne peuvent pas être déconnectées et de réservoirs d'ergols qui ne peuvent pas être dépressurisés. Ce satellite présente donc un risque important d'explosion interne. Par ailleurs, son orbite à 700 kilomètres implique qu'il ne sera détruit en pénétrant dans l'atmosphère qu'au bout de 50 ans, ce qui augmente la probabilité d'une collision avec un autre engin spatial ou un débris.

### Techniques
À la suite de différentes conférences sur le sujet, plusieurs propositions ont été faites pour rabattre les débris vers l'atmosphère terrestre, telles que des remorqueurs automatisés, un balai laser (en) (pour détruire les particules ou les dévier vers une orbite plus basse), de gigantesques boules d'aérogel pour absorber les impacts et finalement précipiter les débris capturés vers l'atmosphère, un filet pour capturer le débris, des moteurs ioniques soufflant sur un satellite géostationnaire en fin de vie afin de le sur-orbiter. Néanmoins, la difficulté principale reste le « rendez-vous » avec ces « objets non coopératifs » en mouvement. Les efforts portent sur la prévention des collisions par la surveillance des plus gros débris et les mesures contre la création de nouveaux.
- Un dispositif spécifique emporté par le satellite, destiné à accélérer la réduction naturelle de l'altitude sous l'effet de l'atmosphère résiduelle. Ainsi le satellite scientifique français Microscope emporte l'équipement IDEAS (Innovative DEorbiting Aerobrake System) destiné à la désorbitation. Celui-ci est constitué par deux structures souples qui sont gonflées en fin de mission avec de l'azote stocké sous haute pression. En augmentant la surface soumise aux forces de trainée de 6,3 m2, l'altitude du satellite diminue plus rapidement, ce qui réduit le temps de séjour en orbite. L'équipement a une masse totale de 12 kg.
- La création d'une « décharge » orbitale où seraient rassemblés les plus gros objets afin d'éviter les collisions et de stocker ces ressources de matériaux pour le futur.
- La désorbitation volontaire des satellites en fin de vie serait une mesure efficace.

La désorbitation pourrait dans ces cas-là être effectuée grâce à un câble électrodynamique déroulé depuis le satellite et qui le ralentirait et abaisserait son orbite jusqu'à une altitude où la traînée atmosphérique provoquerait rapidement la désorbitation.

### Mission expérimentaleRemoveDebris

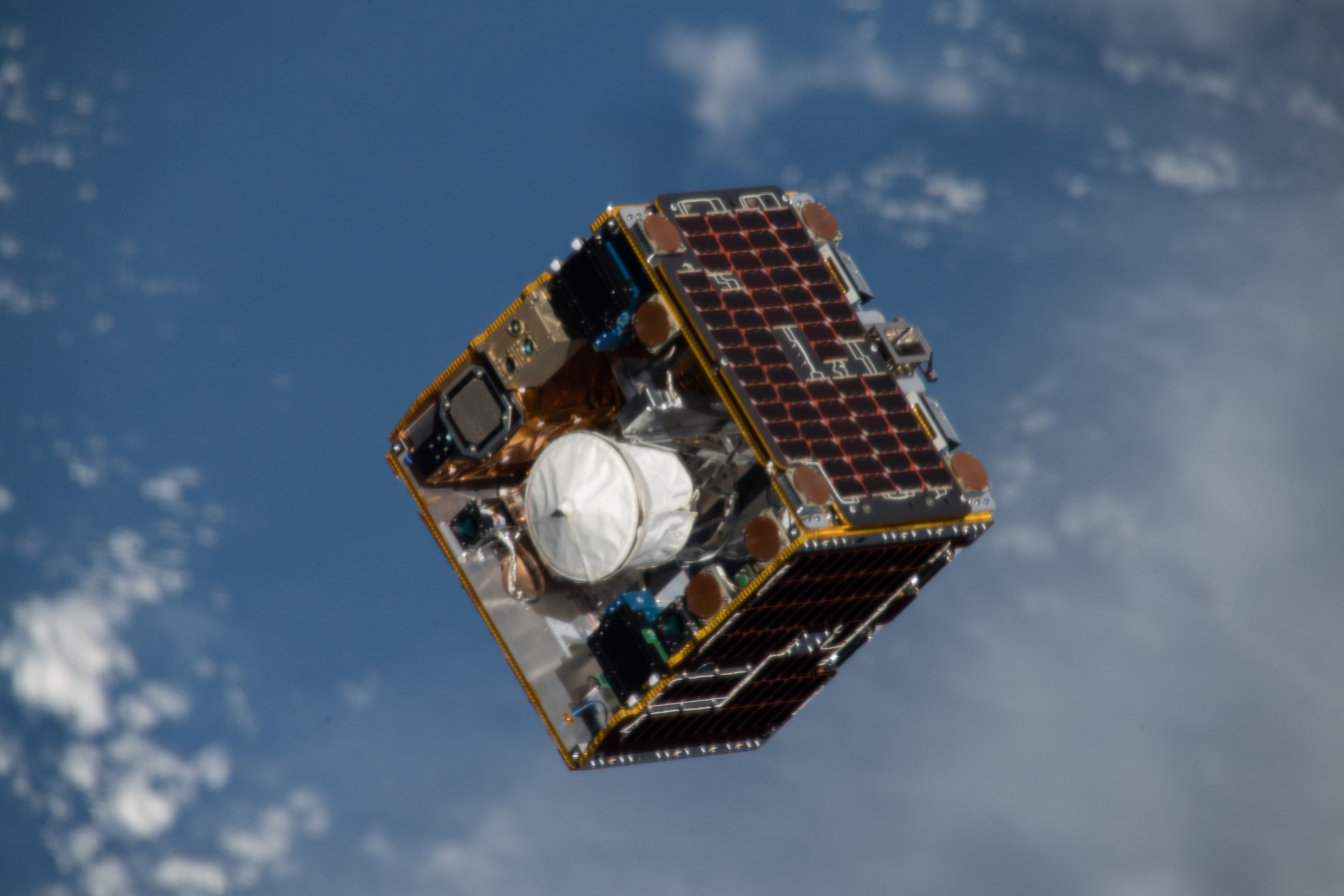
Le satellite RemoveDebris dans l'espace, photographié depuis la Station spatiale internationale.

En 2018, l'Agence spatiale européenne place en orbite le satellite expérimental RemoveDebris, pour évaluer plusieurs techniques de collecte et de retrait des débris spatiaux. Ce minisatellite expérimental de 100 kilogrammes emporte deux CubeSats chargés de simuler des débris spatiaux. La mission teste avec succès entre septembre 2018 et mars 2019 un système de reconnaissance optique destiné à permettre un rendez-vous avec un débris spatial, la capture d'un débris avec un filet puis avec un harpon, ainsi que le déploiement d'une voile permettant d'augmenter la trainée générée par l'atmosphère résiduelle et ainsi d'accélérer la rentrée atmosphérique.

### Projet européen Adrios
En 2020, l'Agence spatiale européenne initialise la mission Adrios du projet ClearSpace, destinée à désorbiter en 2025 un élément d'une ancienne fusée Vega.

### Opérations en orbite géostationnaire
Les remorqueur spatiaux américains Mission Extension Vehicle sont conçus pour manœuvrer au niveau de l'orbite géostationnaire. Ils peuvent s'amarrer aux satellites géostationnaires et les déplacer. Leur but principal est de se substituer au système de propulsion d'anciens satellites ayant épuisé leurs réserves d'ergols mais toujours fonctionnels, permettant donc de prolonger leur mission. En 2020, MEV-1 s'est amarré à Intelsat 901 pour le ramener d'une orbite cimetière à l'orbite géostationnaire, pour une durée prévue de 5 ans, avant de le renvoyer définitivement sur l'orbite cimetière.
Le satellite expérimental chinois Shijian 21, lancé en 2021, modifie son orbite fin décembre 2021 de manière à s'approcher du satellite de navigation Beidou 2-G2 tombé en panne sur son orbite géostationnaire. En janvier 2022, il s'amarre au satellite défaillant puis modifie son orbite avant de le relâcher sur une orbite cimetière. C'est le premier exemple de nettoyage de l'orbite géostationnaire réalisé à l'aide d'un engin spatial.

### MissionADRAS-Jde la JAXA
La JAXA s'est lancée en 2019 dans le retrait actif des débris spatiaux (ou « ADR » pour « active debris removal »). Une première mission de démonstration, ADRAS-J, (pour « Active Debris Removal by Astroscale-Japan ») est réalisée par l'entreprise privée Astroscale (en) et lancée en février 2024. Elle doit étudier à faible distance (50 m) la trajectoire et d'autres paramètres orbitaux d'un second étage de fusée usagé, et ainsi estimer la possibilité d'un désorbitage ou d'une sécurisation et une surveillance sur le long terme.

## Enjeux juridiques

### Droit international
Le cadre légal international en vigueur actuellement est fondé sur le traité de l’espace, signé en 1967. Ce document ne traite pas explicitement des débris spatiaux, qui ne constituaient pas encore une menace importante à l’époque de son adoption. Les articles qui le constituent sont par conséquent difficiles à interpréter et à appliquer dans le cadre de ce problème. L’une des difficultés principales concerne la question de la responsabilité en cas d’accidents causés par des débris spatiaux. En effet, selon cette réglementation, le pays qui lance un satellite est responsable des dommages causés par cet engin sur des objets appartenant à d’autres États. Une telle directive paraît claire à première vue ; il est cependant très difficile, en pratique, de déterminer l’origine d’un débris spatial puisque seuls les débris les plus gros (dépassant 10 cm) peuvent être suivis depuis le sol. De plus, pour les accidents survenus dans l’espace, le pays qui dépose une plainte doit être capable de prouver que l’État propriétaire de l’objet impliqué a commis une faute (par exemple une erreur de construction).
Le Bureau des affaires spatiales des Nations unies a publié en 2007 des lignes directrices en matière de réduction des débris spatiaux, mais ce texte reste insuffisant étant donné l’absence de contraintes sur les États.
D’autres enjeux juridiques complexes sont soulevés par le développement de techniques actives de désorbitation. En effet, le traité de l’espace prévoit que chaque pays conserve la propriété et le contrôle des satellites qu’il met en orbite. Cela pose un problème pour le retrait actif, puisqu’aucun objet ne peut être désorbité sans l’autorisation du pays qui l’a lancé. De plus, des informations détaillées sur le satellite en fin de vie doivent être divulguées à l’organisme responsable de sa désorbitation, ce qui porte préjudice à la propriété intellectuelle et à la confidentialité.

### Droits nationaux
D’après le CNES, la France est le seul pays à avoir adopté une loi traitant des débris spatiaux (la Loi sur les opérations spatiales, promulguée en 2010).
Aux États-Unis, la Commission fédérale des communications est habilitée à infliger des amendes pour abandon de débris dans l'espace. Ce motif a été invoqué pour la première fois en 2023.

## Événements remarquables

### Événements ayant contribué à créer un volume significatif de débris
| Date de l'événement | Date de lancement | Lanceur et/ou satellite impliqué                        | Altitude de l'événement | Débris catalogués | Débris restant (début 2016) | Origine de l'événement                     |
| ------------------- | ----------------- | ------------------------------------------------------- | ----------------------- | ----------------- | --------------------------- | ------------------------------------------ |
| 2007                | 1999              | Fengyun-1C                                              | 850 km                  | 3428              | 2880                        | Collision volontaire (test anti-satellite) |
| 2009                | 1993              | Cosmos 2251                                             | 790 km                  | 1668              | 1141                        | Collision accidentelle avec Iridium 33     |
| 1996                | 1994              | Étage HAPS fusée Pegasus (lancement de STEP-2           | 625 km                  | 754               | 84                          | Explosion accidentelle du réservoir        |
| 2009                | 1997              | Iridium 33                                              | 790 km                  | 628               | 364                         | Collision accidentelle avec Cosmos 2251    |
| 1986                | 1986              | Cosmos 2421                                             | 410 km                  | 509               | 0                           | Inconnue                                   |
| 1986                | 1986              | Europe 3e étage Ariane 1 lancement de SPOT-1            | 805 km                  | 498               | 32                          | Explosion du réservoir                     |
| 1965                | 1965              | Étage Transtage Titan III lancement de LCS 2            | 740 km                  | 473               | 33                          | Explosion accidentelle du réservoir        |
| 2000                | 1999              | Troisième étage de Longue Marche 4 et satellite CBERS 1 | 740 km                  | 431               | 210                         | Double explosion accidentelle du réservoir |
| 1970                | 1970              | Étage d'Agena lancement de Nimbus 4                     | 1 075 km                | 376               | 235                         | Explosion accidentelle du réservoir        |
| 2001                | 2001              | Dernier étage de PSLV lancement de TES                  | 670 km                  | 372               | 80                          | Explosion accidentelle du réservoir        |

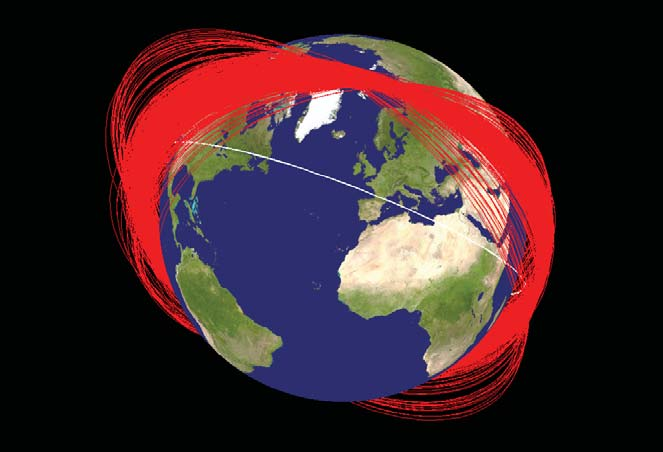
Orbite des débris du satellite, détruit lors d'un essai antisatellite chinois en 2007.

De 1967 à 1988, l'Union soviétique lança des satellites espions RORSAT alimentés par réacteur nucléaire. À la fin de leur mission, ils éjectaient leur cœur sur une orbite de plusieurs siècles de durée de vie. Durant et après cette éjection, des fuites de fluide caloporteur NaK se sont produites, dispersant des gouttes entre 850 et 1 000 km d'altitude. Ces débris, au nombre d'environ 110 000, d'une taille allant jusqu'à 7 cm et d'une masse totale de 165 kg, représentent encore aujourd'hui un danger pour les objets en orbite basse (ils furent détectés par LDEF dont l'apogée était à 580 km). De plus, il est possible qu'ils aient percuté les radiateurs des RORSAT en orbite de rebut, provoquant de nouvelles fuites de NaK.
Parmi les autres événements ayant produit un nombre de débris significatifs ou impliquant un débris spatial figurent : 
- en décembre 1991, un satellite Kosmos aurait été touché par l'un de ses jumeaux selon des informations américaines ;
- le 24 juillet 1996, un fragment d'un troisième étage d'une fusée Ariane qui avait explosé en vol dix ans auparavant percute le microsatellite français Cerise ;
- le 17 janvier 2005, un étage d'une fusée Thor a été percuté par un débris chinois[87] ;
- une des plus grandes créations de débris ne fut pas accidentelle : elle est due à un essai de missile anti-satellite chinois le 11 janvier 2007 causant la destruction de Fengyun-1C. Il provoqua la création de 2 300 débris de taille observable (c.-à-d. de quelques centimètres, décompte de décembre 2007) et d'après les estimations, 35 000 débris d'au moins 1 cm et plus d'un million de débris d'au moins 1 mm. Cet événement est plus préjudiciable que les précédents essais de telles armes car il eut lieu à une altitude plus élevée (850 km) qui engendre une durée de présence en orbite d'au moins 35 ans. En juin 2007, le satellite Terra fut le premier à devoir être dévié pour lui éviter d'être touché par ces débris[88] ;
- quelques mois plus tard, les Américains réalisent également une destruction volontaire d'un satellite espion, l'USA-193 ; le radar Sea-based X-band Radar dénombre 169 débris généré par la destruction du satellite ;
- un événement d'une ampleur similaire survint le 16 février 2007 quand le dernier étage d'un lanceur russe Briz-M explose en orbite au-dessus de l'Australie. La fusée avait été lancée le 28 février 2006 transportant un satellite de communication Arabsat-4A, mais un dysfonctionnement l'empêche d'achever la mise en orbite et il resta en orbite elliptique avec une grande quantité d'imbrûlés hypergoliques corrosifs. L'explosion fut photographiée par plusieurs astronomes, les observations radar n'ont pu établir précisément la trajectoire des débris à cause du caractère de leur orbite. Bien que d'une ampleur semblable au test chinois, le nuage de débris passe par une altitude moindre et une grande partie des 1 100 débris identifiés retombèrent dans l'atmosphère rapidement[89],[90]. Une autre dislocation venait juste d'être observée le 14 février précédent[91], ce qui en fait trois en l'espace de deux mois. Il y en avait eu 8 dans l'année 2006, ce qui n'était jamais arrivé depuis 1993[92] ;
- le 16 octobre 2012, un énorme nuage de débris spatiaux se forme à la suite de l'explosion mi-octobre du bloc d'accélération d'une fusée Proton-M, lancée début août, ayant échoué à mettre en orbite deux satellites de télécommunications en raison d'une défaillance technique[93] ;
- en mars 2019, l'Inde procède à un tir de destruction sur son satellite MicroSat-R en orbite basse générant quantité de débris[94],[95] mettant en péril l'ISS[96] ;
- le 15 novembre 2021, la Russie a effectué un tir d’essai contre l’un de ses vieux satellites en orbite, ce qui a été confirmé dans un communiqué[97]. Ce test fait l'objet de critiques de plusieurs agences spatiales, en particulier de la NASA, et met en danger potentiel l'équipage de l'ISS[98].

Ainsi, alors que jusqu'en 2007, la courbe de croissance du nombre de débris était linéaire (environ 200 nouveaux objets par an), ces évènements ont généré une courbe de croissance exponentielle.
Des tirs antisatellites ont déjà été menés par seulement quatre nations (États-Unis, Chine, Inde et Russie). Ces tests sont très critiqués en raison des nombreux débris qu'ils génèrent. En mai 2022, les États-Unis annoncent qu'ils interdiront tout nouveau test de tir antisatellite américain.

### Impacts de débris notables

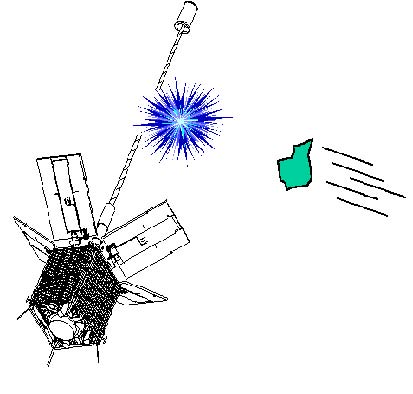
Représentation de la collision entre le satellite Cerise et un débris.

La première collision connue entre un satellite et un débris spatial catalogué remonte à 1996 et concerne le satellite militaire français Cerise : le débris heurte à une vitesse relative de 14,8 km/s la partie supérieure de la perche au bout de laquelle se situe la masse permettant de stabiliser le satellite par gradient de gravité.
Lottie Williams est la première et la seule personne (en septembre 2008) à avoir été touchée par un débris spatial d'origine humaine. Alors qu'elle se promène dans un parc de Tulsa dans l'Oklahoma, le 22 janvier 1997 à 3 h 30, elle remarque une lueur dans le ciel qu'elle prend pour une étoile filante. Quelques minutes plus tard, elle est frappée à l'épaule par un objet métallique sombre de 15 cm qui s'avère plus tard être une pièce de réservoir d'une fusée Delta II lancée en 1996. Elle n'est pas blessée.
Le 30 décembre 2024, un débris spatial de 500 kg entre dans l'atmosphère terrestre et tombe à Mukunu, un village situé 115 km au sud-est de Nairobi, la capitale du Kenya. C'est la première fois que l'impact d'un débris spatial est enregistré par un sismomètre situé à environ 80 km du site d'impact. Bien qu'aucun blessé ni dommage majeur n'ait été signalé, un impact de même ampleur dans une zone plus densément peuplée, comme Nairobi, aurait eu de graves conséquences.